# 24. Dezember
Der 24. Dezember ist der 358. Tag des gregorianischen Kalenders (der 359. in Schaltjahren), somit bleiben 7 Tage bis zum Jahresende.

Heiligabend: Der Abend des 24. Dezember ist der Vorabend des Weihnachtsfestes, und mit dem Vespergottesdienst beginnen Christen vieler Konfessionen in aller Welt die Feier der Geburt Jesu Christi.

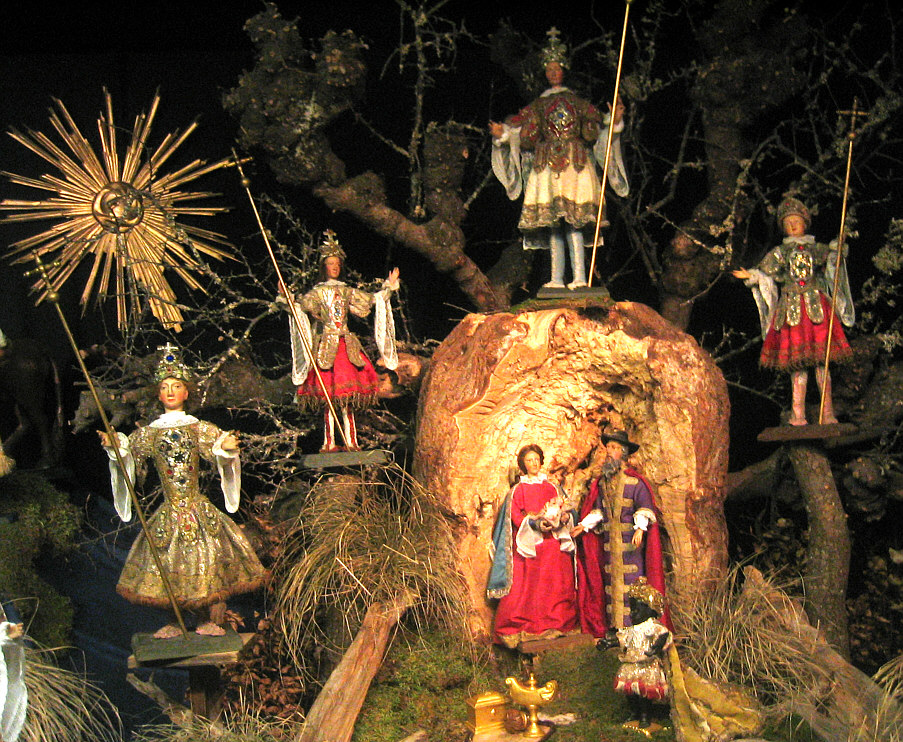
Heiliger Abend: Barocke Weihnachtskrippe

## Ereignisse

### Politik und Weltgeschehen
- 0805: Im Diedenhofener Kapitular verbietet Karl der Große den darin genannten Städten den Waffenhandel mit den Slawen.
- 1726: Die Stadt Montevideo wird von Bruno Mauricio de Zabala, dem spanischen Gouverneur von Buenos Aires, gegründet.
- 1793: Der preußische Thronfolger Friedrich Wilhelm heiratet Luise Herzogin zu Mecklenburg.
- 1777: James Cook entdeckt auf seiner dritten Reise ein Eiland, das er Weihnachtsinsel nennt.
- 1794: Der Weberaufstand gegen das Verlagssystem in der Freien Reichsstadt Augsburg wird durch den Einsatz württembergischer Truppen niedergeschlagen.
- 1794: Nach dem Sturz der Jakobiner in der Französischen Revolution werden die von ihnen erlassenen Maximumgesetze aufgehoben.

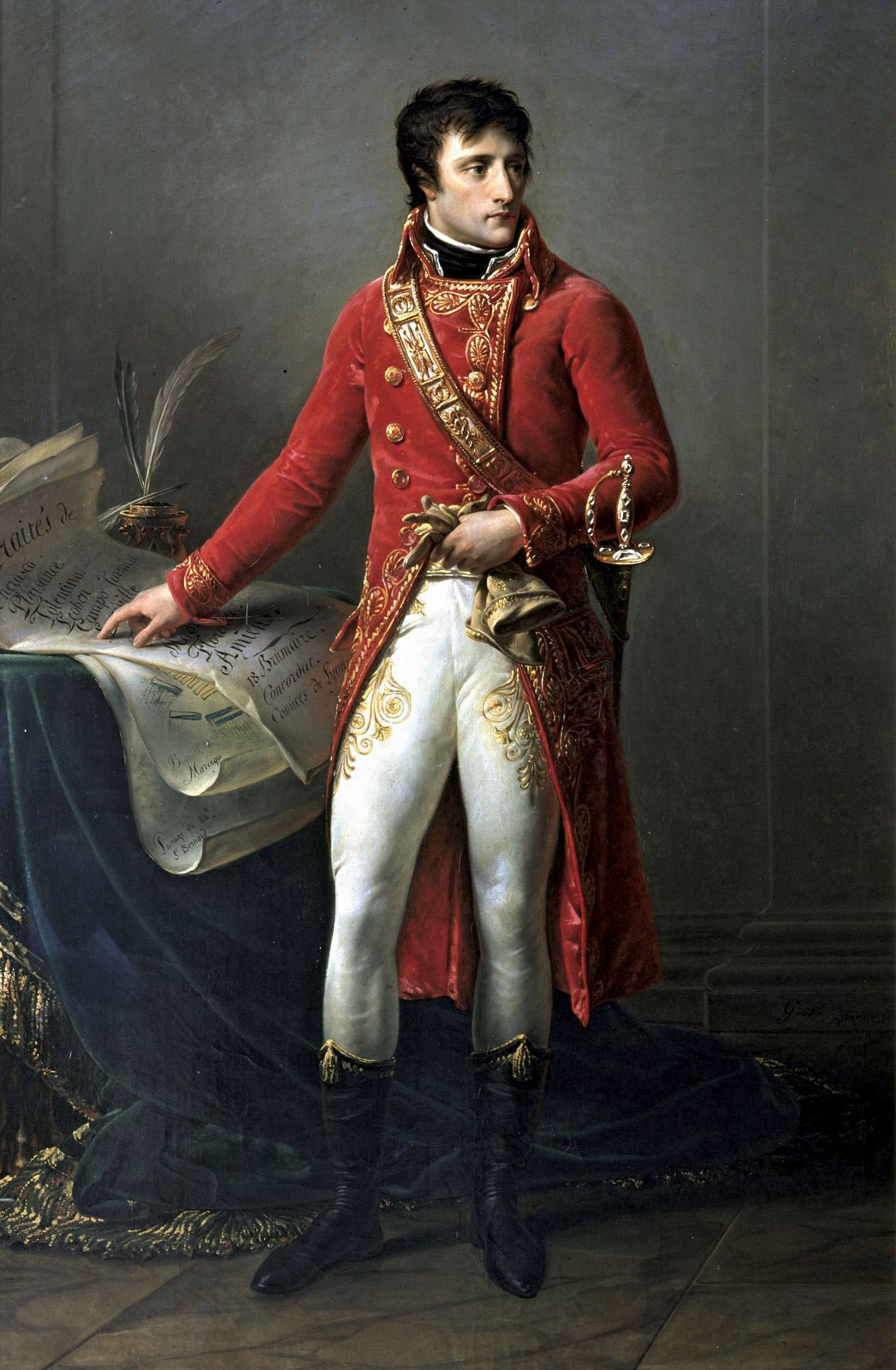
1799: Napoléon als Erster Konsul

- 1799: Die in Kraft getretene Verfassung des Jahres VIII legitimiert die faktische Alleinherrschaft Napoleon Bonapartes als Erster Konsul. Damit ist verfassungsrechtlich das Ende der Französischen Revolution nachvollzogen. Der Machtwechsel auf das Konsulat ist bereits am 10. November erfolgt.
- 1800: Beim missglückten Attentat auf Napoleon Bonaparte wird eine „Höllenmaschine“ verwendet.
- 1806: Die vorausgegangene russische Besetzung der Donaufürstentümer Moldawien und Walachei löst die Kriegserklärung des Osmanischen Reiches an den Zaren aus.
- 1814: Der Friede von Gent beendet den Britisch-Amerikanischen Krieg. Der status quo vor dem Krieg zwischen Großbritannien und den USA wird wiederhergestellt.
- 1825: In Russland übernimmt Nikolaus I. formell als Zar die Regentschaft.
- 1830: Ein lärmender Studentenumzug löst die Münchner Weihnachtstumulte aus.
- 1856: Der Aufstand von Ibicaba leitet das Ende des Halbpachtsystems und den Rückgang der Einwanderung von Deutschen und Schweizern in Brasilien ein.
- 1865: General Nathan Bedford Forrest und andere heimgekehrte Soldaten der Südstaaten gründen nach dem verlorenen Bürgerkrieg in Pulaski, Tennessee den Ku-Klux-Klan.
- 1870: Die am Vortag begonnene Schlacht an der Hallue während des Deutsch-Französischen Krieges endet mit einem preußischen Sieg und dem Rückzug der französischen Einheiten.
- 1914: Der deutsche Flieger Hans von Prondzynski wirft im Luftkrieg die erste Fliegerbombe auf britischen Boden ab. Sie schlägt in einen Pfarrgarten in Dover ein.

1914: Weihnachtsfrieden an der Westfront

- 1914: Etwa 100.000 Soldaten der West- und Ostfront des Ersten Weltkriegs legen ihre Waffen in einem unautorisierten Waffenstillstand nieder. Dieser Weihnachtsfrieden dauert einige Tage.
- 1918: In Berlin erreichen die Weihnachtskämpfe ihren Höhepunkt. Regierungstreue Einheiten gehen gegen die Volksmarinedivision vor, die sich im Berliner Stadtschloss einquartiert hat.
- 1942: Der französische Admiral François Darlan fällt einem Attentat zum Opfer; auf dem Sterbebett belastet er den späteren Präsidenten Charles de Gaulle schwer.
- 1951: Die ehemalige italienische Kolonie Libyen wird unabhängiges Königreich unter Idris, dem religiösen Oberhaupt des Senussi-Ordens.

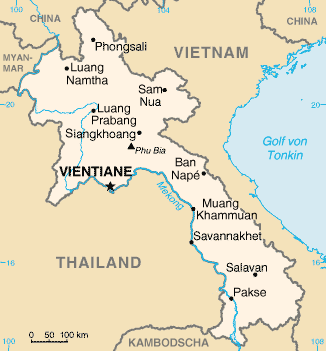
1954: Laos

- 1954: Laos wird auf der Genfer Indochinakonferenz unter Auflage der Neutralität und des Abzugs aller kommunistischen und französischen Truppen für unabhängig erklärt.
- 1971: Nach einer sich über fünfzehn Tage hinziehenden Wahl wird schließlich Giovanni Leone mit knapper Mehrheit Präsident der Italienischen Republik.
- 1989: Vier Tage nach Beginn der US-Invasion in Panama wird der panamaische Machthaber Manuel Noriega gestürzt. Noriega flüchtet in die Botschaft des Vatikans.
- 1991: Russland bekommt als Rechtsnachfolger der Sowjetunion einen ständigen Sitz im Sicherheitsrat der Vereinten Nationen.
- 1995: Die von Necmettin Erbakan geführte islamisch-fundamentalistische Wohlfahrtspartei gewinnt die Parlamentswahlen in der Türkei.
- 2003: Das Hartz-IV-Gesetz („Viertes Gesetz für moderne Dienstleistungen am Arbeitsmarkt“, BGBl. I S. 2954) wird verkündet, das zum 1. Januar 2005 Sozialhilfe und Arbeitslosengeld verschmilzt.
- 2006: Äthiopiens Ministerpräsident Meles Zenawi erklärt der somalischen Rebellenorganisation Union islamischer Gerichte den Krieg, nachdem diese Ansprüche auf die äthiopische Region Ogaden gestellt hat. Äthiopien greift damit auf Seiten der Übergangsregierung in den Bürgerkrieg in Somalia ein.
- 2013: Königin Elisabeth II. „begnadigt“ postum den britischen Mathematiker Alan Turing, der 1952 wegen einer homosexuellen Beziehung verurteilt worden ist und sich in der Folge 1954 selbst getötet hat.

### Wirtschaft
- 1624: Die erste dänische Postordnung von König Christian IV. erscheint, die auch für Post in Schleswig-Holstein gilt. Vier Kaufleute fungieren zu Beginn als leitende Postverwalter.
- 1874: In Bielefeld wird die Maschinenfabrik August Göricke gegründet, die mit der Zeit zu einem der bedeutendsten deutschen Fahrradhersteller avancieren sollte.
- 1913: Die US-amerikanische Ratingagentur Fitch Ratings wird gegründet.
- 1953: Die Paul-Falle zum Speichern kleiner geladener Teilchen wird von den Erfindern Wolfgang Paul und Helmut Steinwedel zum Patent angemeldet.

### Wissenschaft und Technik

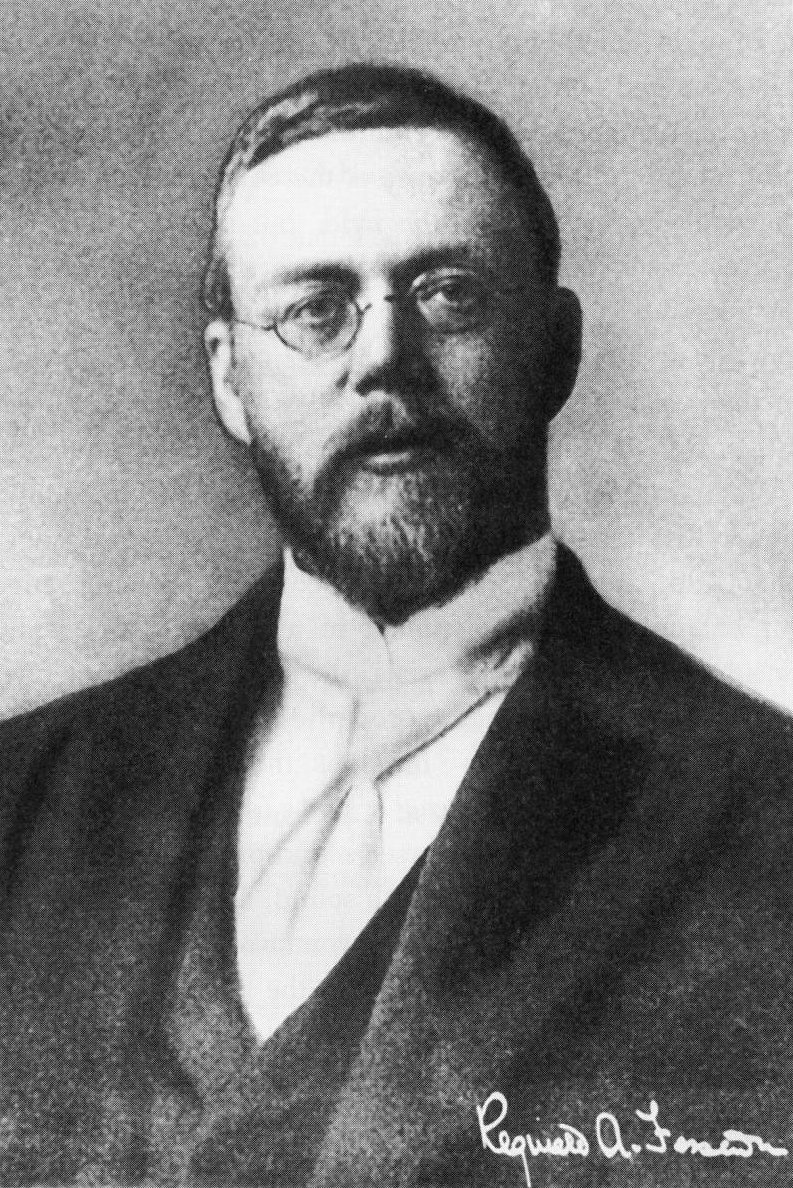
1906: Reginald Fessenden

- 1906: Reginald Aubrey Fessenden strahlt die erste Rundfunksendung in einer Funkstation in Brant Rock, Massachusetts, aus.
- 1930: Der Physiker Manfred von Ardenne führt das erste elektronische Fernsehbild vor.

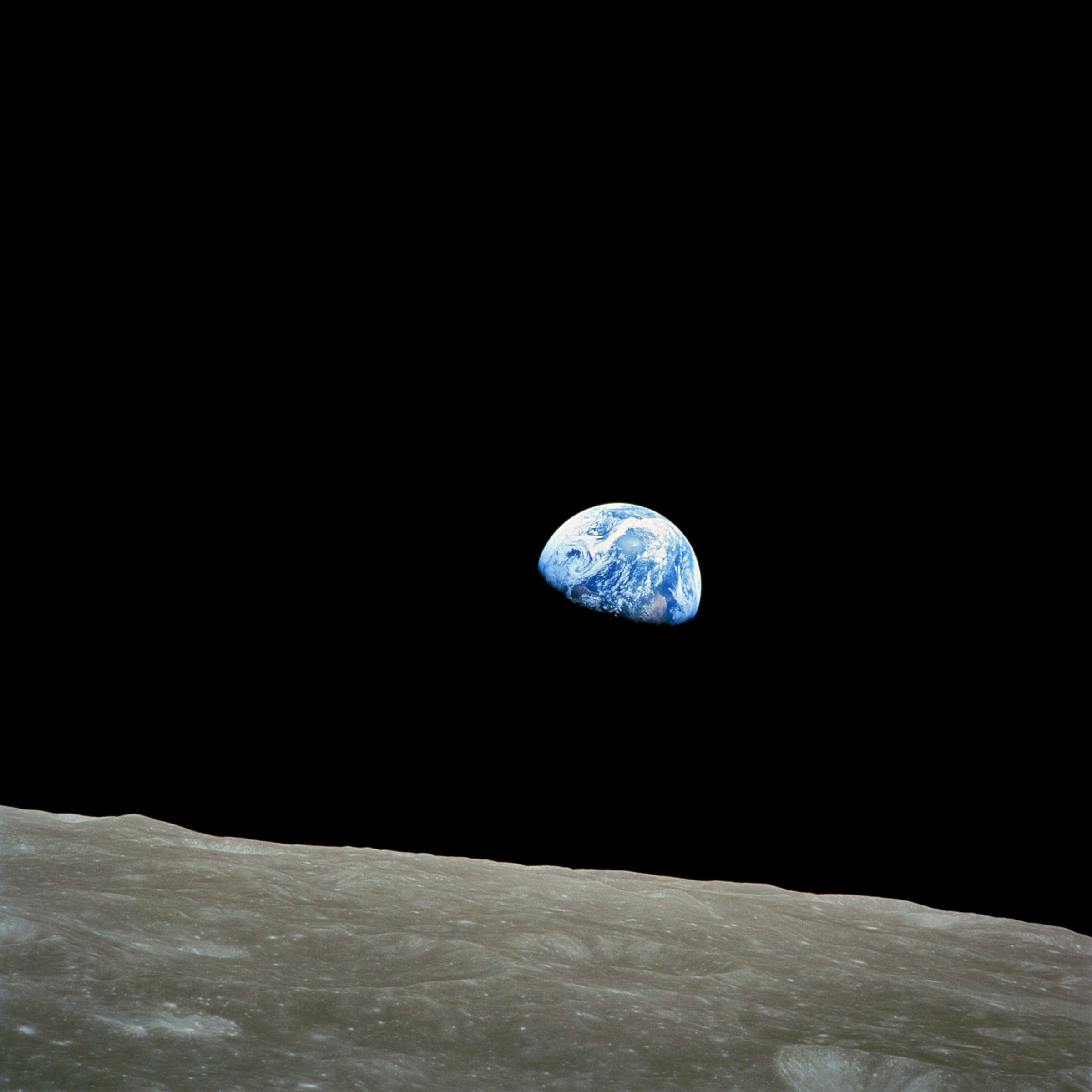
1968: Aufgang der Erde nach einer Mondumkreisung

- 1968: Mit Apollo 8 umkreist erstmals eine menschliche Besatzung, bestehend aus Frank Borman, James Arthur Lovell und William Anders den Mond. William Anders fotografiert den Erdaufgang (engl. Earthrise), eine berühmt werdende Szene.
- 1979: Vom Weltraumbahnhof Kourou in Französisch-Guyana startet die erste europäische Trägerrakete Ariane erfolgreich.

### Kultur

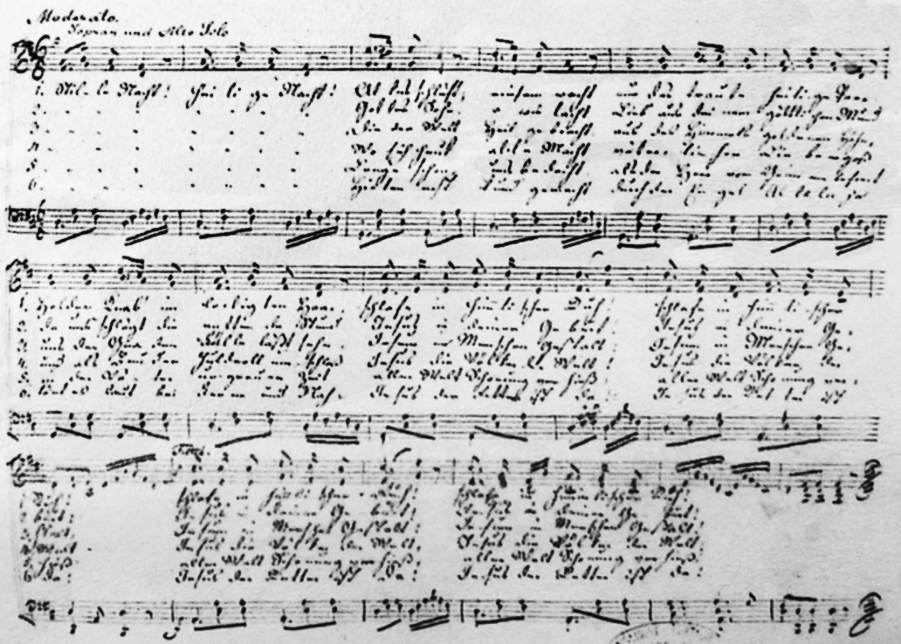
1818: Lied Stille Nacht, heilige Nacht

- 1818: Joseph Mohr, Hilfspfarrer der Kirche St. Nikola in Oberndorf bei Salzburg überreicht dem Dorflehrer und Organisten Franz Xaver Gruber ein Gedicht mit der Bitte, dazu eine Melodie zu verfassen. Noch in derselben Nacht wird Stille Nacht, heilige Nacht in der Christmette zum ersten Mal gesungen.
- 1871: Die Oper Aida von Giuseppe Verdi mit dem Libretto von Antonio Ghislanzoni, verfasst nach einem Szenarium von Auguste Mariette, wird am Khedivial-Opernhaus in Kairo uraufgeführt.
- 1951: Der US-amerikanische Fernsehsender NBC überträgt aus seinen Studios die Uraufführung der einaktigen Weihnachtsoper Amahl and the Night Visitors von Gian Carlo Menotti.
- 2012: Die letzte Ausgabe des US-amerikanischen Nachrichtenmagazins Newsweek erscheint.

### Religion
- 0640: Johannes IV. wird zum Papst gewählt.
- 1046: Die Synode von Sutri wählt den deutschen Bischof Suitger zum Papst, der den Namen Clemens II. annimmt.

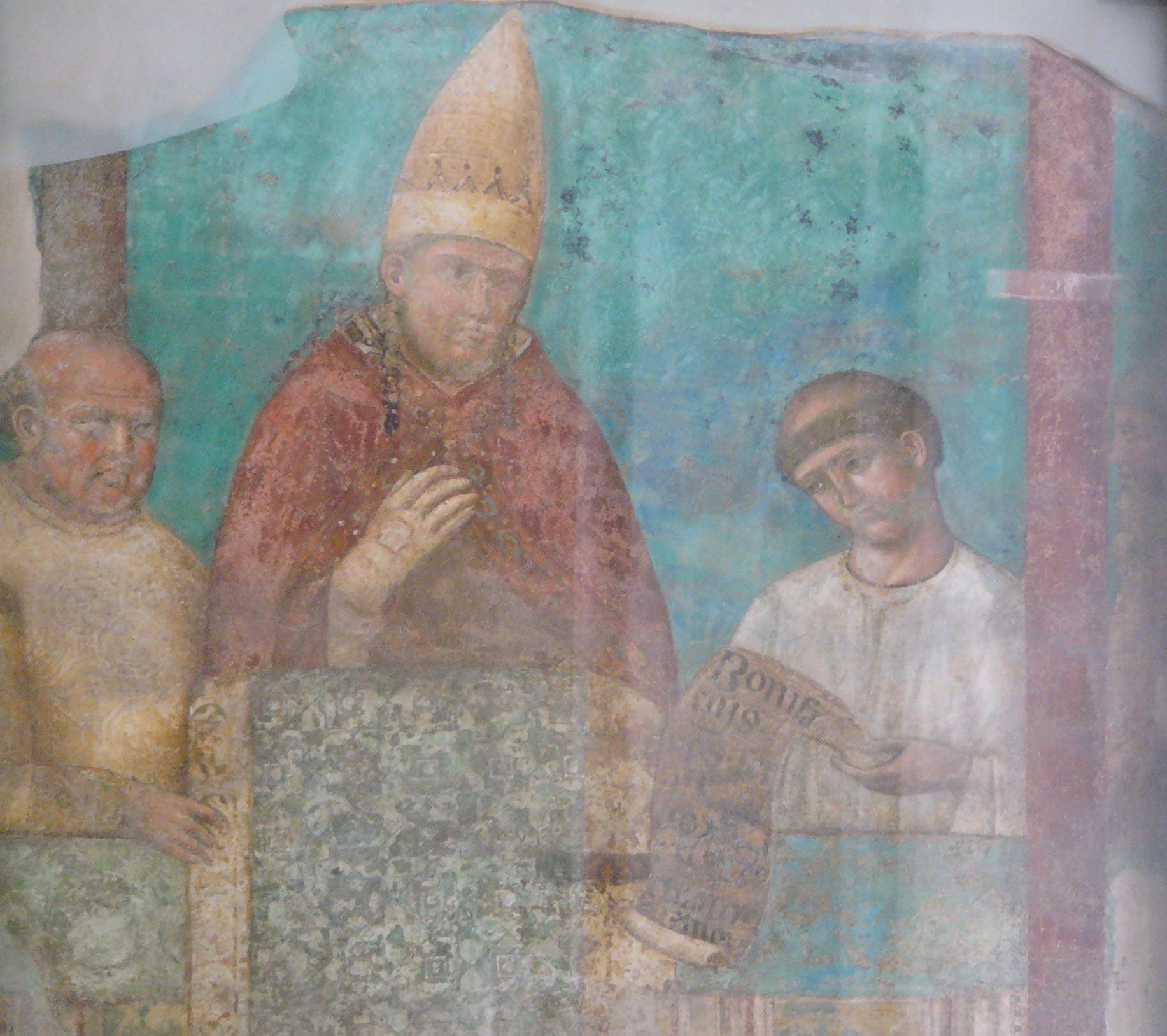
1294: Bonifatius VIII.

- 1294: Die Kardinäle wählen Benedetto Caetani zum Papst, der sich für den Namen Bonifatius VIII. entscheidet.
- 1883: In dem Apostolischen Schreiben Salutaris ille ergänzt Papst Leo XIII. die Lauretanische Litanei an die Gottesmutter Maria um die Anrufung Regina sacratissimi Rosarii – ora pro nobis „Königin des Heiligen Rosenkranzes, bitte für uns“.

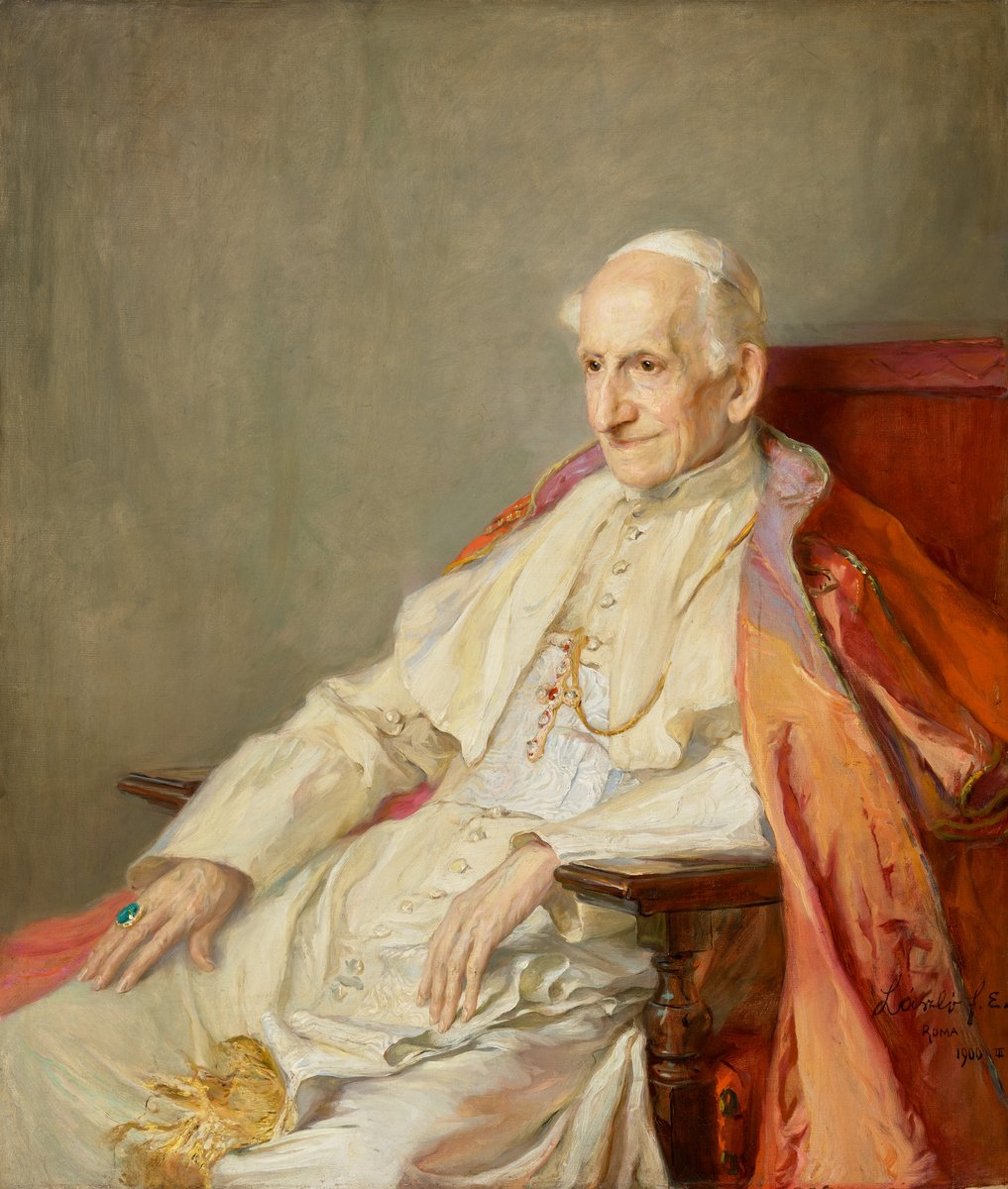
1902: Papst Leo XIII.

- 1902: Papst Leo XIII. veröffentlicht seine letzte Enzyklika. In Dum multa verurteilt er die neue Ehegesetzgebung in Ecuador und die darin enthaltene Möglichkeit der Scheidung.

### Katastrophen
- 1598: Ein Hochwasser des Tiber zerstört weitgehend den aus dem Jahr 174 v. Chr. stammenden Pons Aemilius, die älteste Steinbrücke Roms.
- 1678: Großbrand in Hardegsen. Ein Großteil des Stadtkerns fällt einer Feuersbrunst zum Opfer.
- 1717: Die Weihnachtsflut an der Nordsee fordert rund 11.500 Menschenleben von den Niederlanden bis nach Dänemark.
- 1811: Die in einem Orkan vor der dänischen Westküste gestrandeten britischen Schiffe HMS Defence und HMS St George brechen in der Brandung. Vor Thorsminde sinken die Wracks. Etwa 1.300 Seeleute sterben.
- 1851: Ein Feuer wütet in der Library of Congress. 35.000 Bücher und andere Einrichtungsgegenstände, darunter ein Originalporträt von Christoph Kolumbus, werden ein Raub der Flammen.
- 1912: Bei einer Explosion in einer Zeche auf der japanischen Insel Hokkaidō sterben 245 Bergleute.
- 1929: Der Westflügel des Weißen Hauses in Washington D.C. wird durch ein Feuer zerstört.
- 1933: Bei einem Zugunglück in der Nähe von Lagny in Frankreich sterben 200 Menschen.
- 1953: 151 Menschen sterben, als bei Tangiwai, Neuseeland, durch eine Schlammlawine des Vulkans Ruapehu eine Eisenbahnbrücke zusammenbricht und ein voll besetzter Zug in den Fluss Whangaehu stürzt.
- 1964: Eine Springflut tötet in Südindien und Sri Lanka mehrere tausend Menschen.
- 1966: Eine amerikanische Militärmaschine vom Typ CL-44 stürzt in die Ortschaft Binh Thai in Südvietnam. 129 Menschen sterben. Die meisten Opfer sind Einwohner des Ortes.
- 1971: Beim Absturz einer Lockheed L-188 Electra über dem peruanischen Regenwald werden 91 Insassen getötet. Einzige Überlebende ist die 17-jährige deutsche Passagierin Juliane Koepcke, die erst nach einem mehrtägigen Fußmarsch durch das Amazonasgebiet aufgefunden wird.

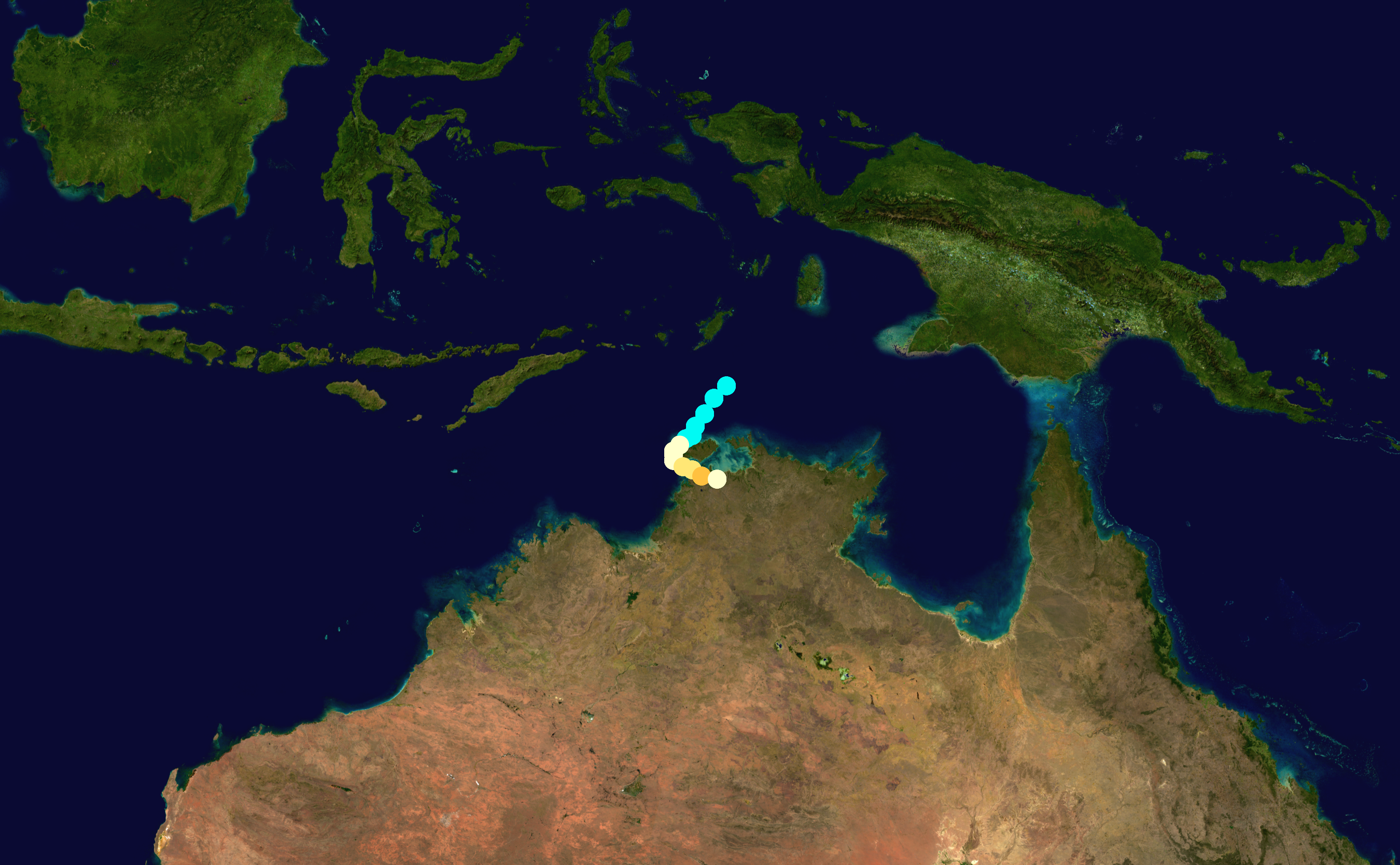
1974: Der Verlauf von Tracy

- 1974: Der Zyklon Tracy verwüstet Darwin im Northern Territory Australiens. Er fordert 71 Menschenleben und führt zu einem Versorgungsengpass in der abgelegenen Stadt.

Kleinere Unglücksfälle sind in den Unterartikeln von Katastrophe und in der Liste von Katastrophen aufgeführt.

### Sport
Einträge von Leichtathletik-Weltrekorden befinden sich unter der jeweiligen Disziplin unter Leichtathletik.

## Geboren

### Vor dem 18. Jahrhundert
- 3 v. Chr.: Galba, römischer Kaiser
- 1167: Johann Ohneland, König von England, jüngster Bruder von Richard Löwenherz
- 1389: Johann VI., Herzog der Bretagne
- 1475: Thomas Murner, deutscher Theologe und Schriftsteller
- 1516: Märta Eriksdotter Leijonhufvud, schwedische Adelige und Gutsherrin
- 1525: Rochus zu Lynar, italienischer Festungsbaumeister und Militär
- 1537: Wilhelm IV. von dem Bergh, Reichsgraf von dem Bergh
- 1548: Caspar Ulenberg, deutscher Theologe, Bibelübersetzer, Dichter und Komponist
- 1586: Georg Ludwig von Schwarzenberg, kaiserlicher Geheimer Rat, Oberhofmarschall und General
- 1588: Constanze, Erzherzogin von Österreich, Königin von Polen und Großfürstin von Litauen
- 1594: Otto von Hessen-Kassel, Erbprinz von Hessen-Kassel
- 1597: Honoré II., Fürst von Monaco
- 1625: Johann Rudolph Ahle, deutscher Komponist, Organist, Dichter und Kirchenmusiker
- 1631: Bernhard Gustav von Baden-Durlach, Kardinal und Fürstabt von Fulda und Kempten
- 1634: William Douglas-Hamilton, Duke of Hamilton, schottischer Adliger
- 1637: Wolfgang Gundling, deutscher Prediger, Diakon, Kapitelsdekan und Kirchenschriftsteller
- 1638: Tomás Antonio de la Cerda y Aragón, spanischer Offizier und Kolonialverwalter, Vizekönig von Neuspanien
- 1641: Hans Wachtmeister zu Johannishus, schwedischer Admiral, Feldherr und Politiker
- 1645: Hans Carl von Carlowitz, deutscher Forstwissenschaftler
- 1654: Andreas Gärtner (sorbisch Handrij Zahrodnik), kurfürstlich-sächsischer Modellmeister, Naturwissenschaftler und Erfinder
- 1662: Adam Zrinski, kroatischer Adeliger und kaiserlicher Offizier
- 1663: Louis Nicolas de Neufville, duc de Villeroy, Pair von Frankreich
- 1672: John Wanton, Gouverneur der Colony of Rhode Islands and Providence Plantations
- 1679: Domenico Sarro, neapolitanischer Komponist
- 1694: Christfried Kirch, deutscher Astronom und Kalendermacher
- 1698: Hans von Aschersleben, preußischer Offizier und Beamter

### 18. Jahrhundert

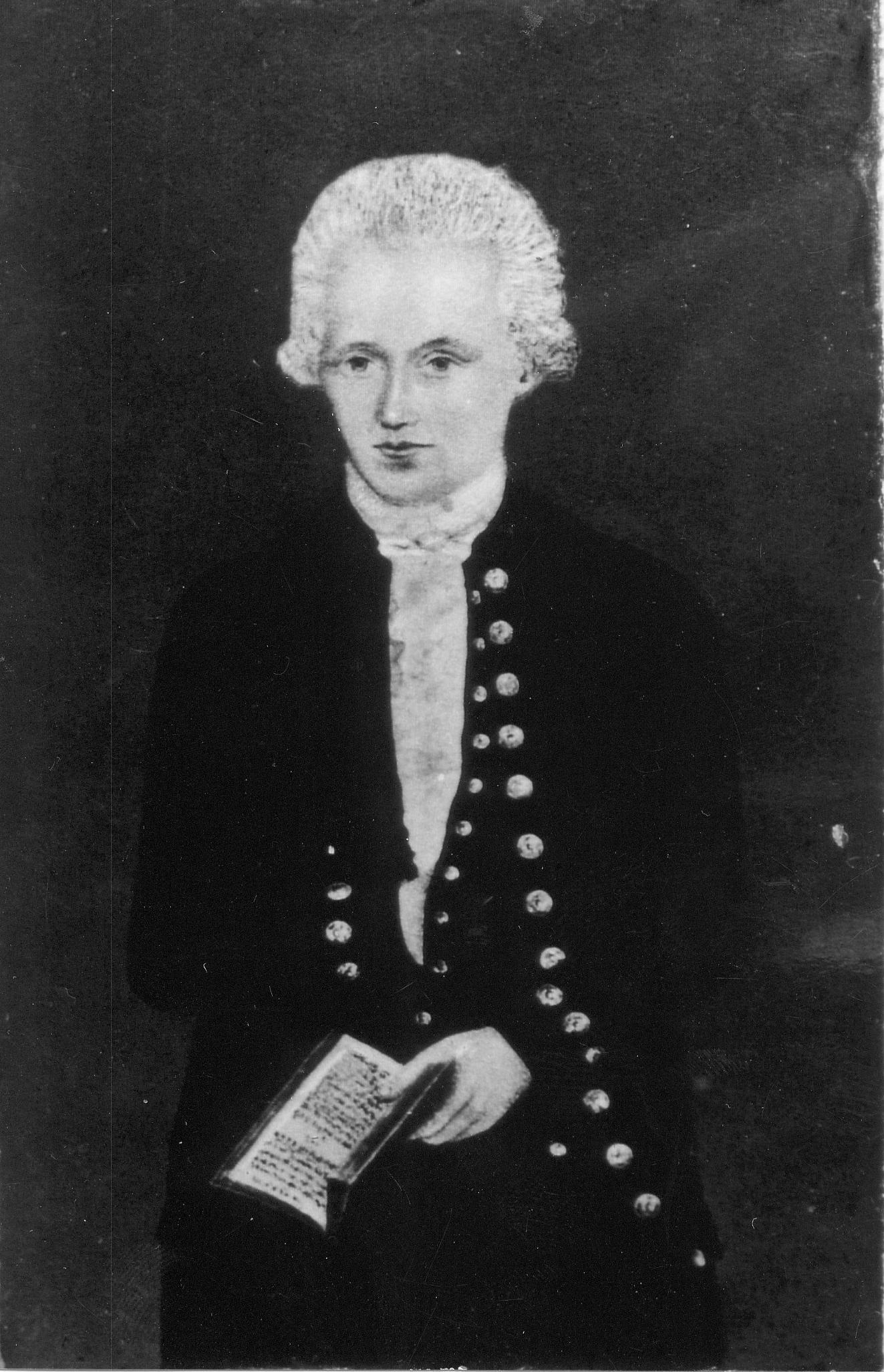
Karl Gottfried Hagen (* 1749)

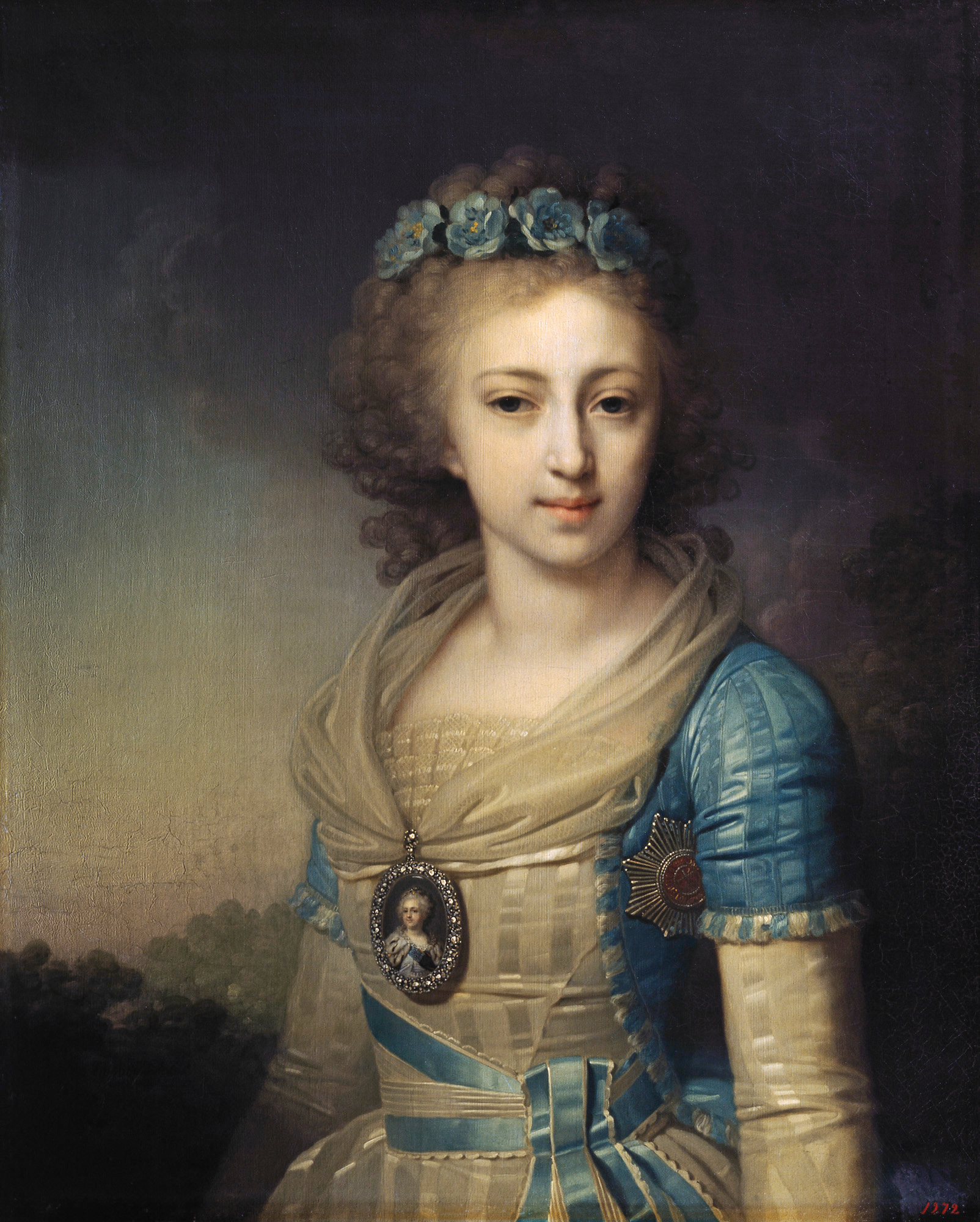
Helena Pawlowna (* 1784)

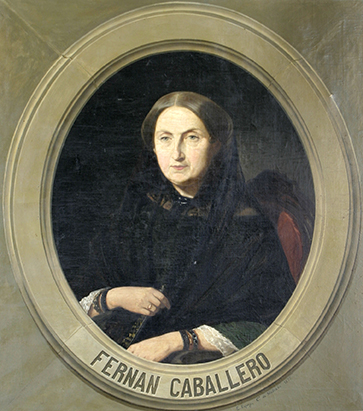
Fernán Caballero (* 1796)

- 1703: Alexei Iljitsch Tschirikow, russischer Seemann und Sibirienforscher
- 1704: Pedro Vicente Maldonado, ecuadorianischer Kartograf und Universalgelehrter
- 1707: Carl Heinrich von Heineken, Kunstschriftsteller und -sammler, Direktor des Dresdner Kupferstichkabinetts
- 1709: Johann Evangelist Holzer, deutsch-österreichischer Maler des Augsburger Barock
- 1719: Felix Adam Joseph von Fugger-Glött, Kölner Domherr
- 1724: Johann Conrad Ammann, Schweizer Arzt, Naturalien- und Kunstsammler
- 1724: William Lyttelton, 1. Baron Lyttelton, britischer Gouverneur der Province of South Carolina
- 1727: Amando Ivančić, kroatisch-österreichischer Komponist und Paulinermönch
- 1729: Manuel Abad y Lasierra, spanischer Bischof
- 1734: Heinrich Wilhelm von Anhalt, preußischer Offizier
- 1737: Silas Deane, Abgeordneter des amerikanischen Kontinentalkongresses und Diplomat der USA
- 1739: Allen Jones, US-amerikanischer Politiker
- 1742: Everard Scheidius, niederländischer reformierter Theologe, Philologe und Orientalist
- 1745: William Paterson, US-amerikanischer Staatsmann, Richter am Supreme Court
- 1749: Karl Gottfried Hagen, deutscher Pharmazeut und naturwissenschaftlicher Universalgelehrter
- 1752: Joan Petit i Aguilar, spanischer Katalanist und Grammatiker
- 1755: Claude-Emmanuel de Pastoret, französischer Politiker und Schriftsteller
- 1758: Christian Adam Dann, deutscher Pfarrer und Tierschutzpionier
- 1762: Selim III., osmanischer Sultan
- 1769: Franz Alexander von Kleist, deutscher Dichter
- 1770: Karl Wilhelm von Kopp, hessischer Finanzminister
- 1773: Joseph Woelfl, österreichischer Pianist und Komponist
- 1777: Franz Joseph Weinzierl, deutscher römisch-katholischer Geistlicher
- 1781: Georg Jakob Strunz, deutscher Musiker und Komponist
- 1783: Luigi Catenazzi, Schweizer Pädagoge und Politiker
- 1784: Helena Pawlowna Romanowa, russische Großfürstin
- 1791: Eugène Scribe, französischer Dramatiker
- 1796: Fernán Caballero, spanische Schriftstellerin
- 1798: Adam Mickiewicz, polnischer Nationaldichter
- 1800: Ferdinand Keller, Schweizer Archäologe und Altertumsforscher

### 19. Jahrhundert

#### 1801–1850
- 1803: Karl Ludwig Drobisch, deutscher Komponist
- 1809: Kit Carson, US-amerikanischer Pionier und Entdecker
- 1810: Vilhelm Marstrand, dänischer Maler

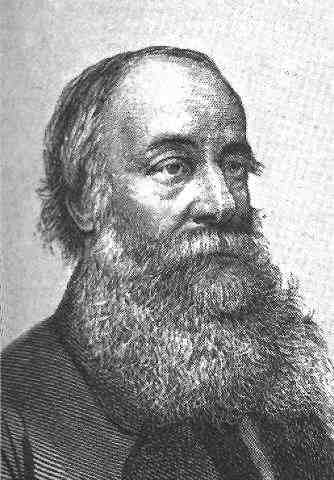
James P. Joule (* 1818)

- 1818: James Prescott Joule, britischer Physiker
- 1819: Ludwig Foglár, österreichischer Jurist und Schriftsteller
- 1819: Adalbert Kraetzig, preußischer Ministerialdirektor und MdR
- 1821: Gabriel García Moreno, ecuadorianischer Politiker
- 1822: Charles Hermite, französischer Mathematiker
- 1822: Matthew Arnold, britischer Dichter und Kulturkritiker
- 1824: Peter Cornelius, deutscher Komponist
- 1825: Noël Gaussail, französischer Geistlicher und römisch-katholischer Bischof von Perpignan-Elne
- 1828: Jacob Achilles Mähly, Schweizer Altphilologe
- 1829: Benjamin Ipavec, slowenischer Komponist
- 1831: August von Bönninghausen, deutscher Verwaltungsjurist und Landrat
- 1832: Paul Pacher von Theinburg, österreichischer Industrieller und Politiker
- 1833: Jacob Cramer, niederländischer reformierter Theologe und Kirchenhistoriker
- 1834: Albert von Boguslawski, deutscher Militärschriftsteller und General
- 1834: Otto Lob, deutsch-amerikanischer Dirigent und Komponist

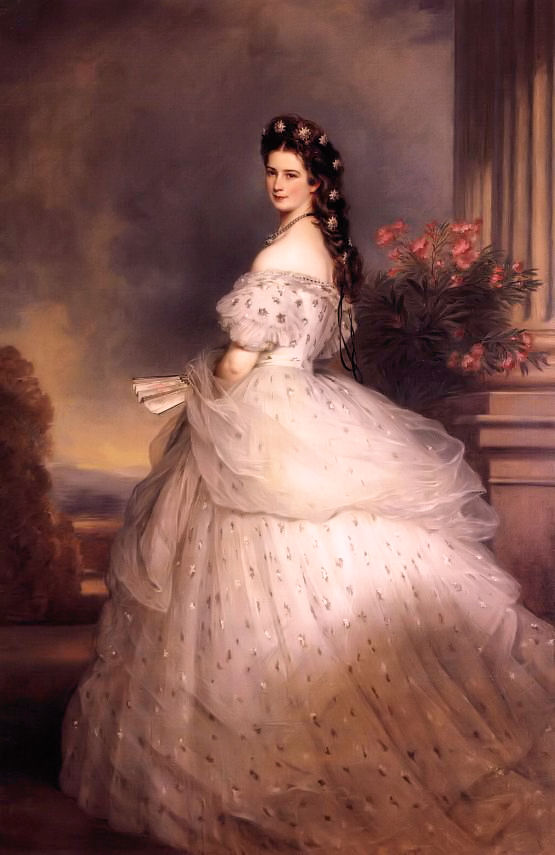
Elisabeth von Österreich-Ungarn (* 1837)

- 1836: Stella Blandy, französische Schriftstellerin, Übersetzerin und Feministin
- 1837: Elisabeth Amalie Eugenie, Kaiserin von Österreich und Königin von Ungarn, Herzogin in Bayern
- 1837: Carl Stephan, deutscher Chronist
- 1837: Cosima Wagner, deutsche Leiterin der Bayreuther Festspiele, zweite Ehefrau Richard Wagners
- 1838: Thorvald Nicolai Thiele, dänischer Mathematiker und Astronom
- 1841: Julian Treumann, deutscher Chemiker
- 1844: Wilhelm Spemann, deutscher Verleger
- 1845: Georg I., griechischer König
- 1848: Carl Gotthilf Büttner, deutscher evangelischer Missionar, Pastor und Sprachwissenschaftler

#### 1851–1900
- 1852: Friedrich Winkelmann, deutscher Prähistoriker, Archäologe, Streckenkommissar der Reichs-Limeskommission, Gutsbesitzer und Kommunalpolitiker
- 1854: Julius Elster, Lehrer und Physiker
- 1854: Friedrich Körte, deutscher Architekt

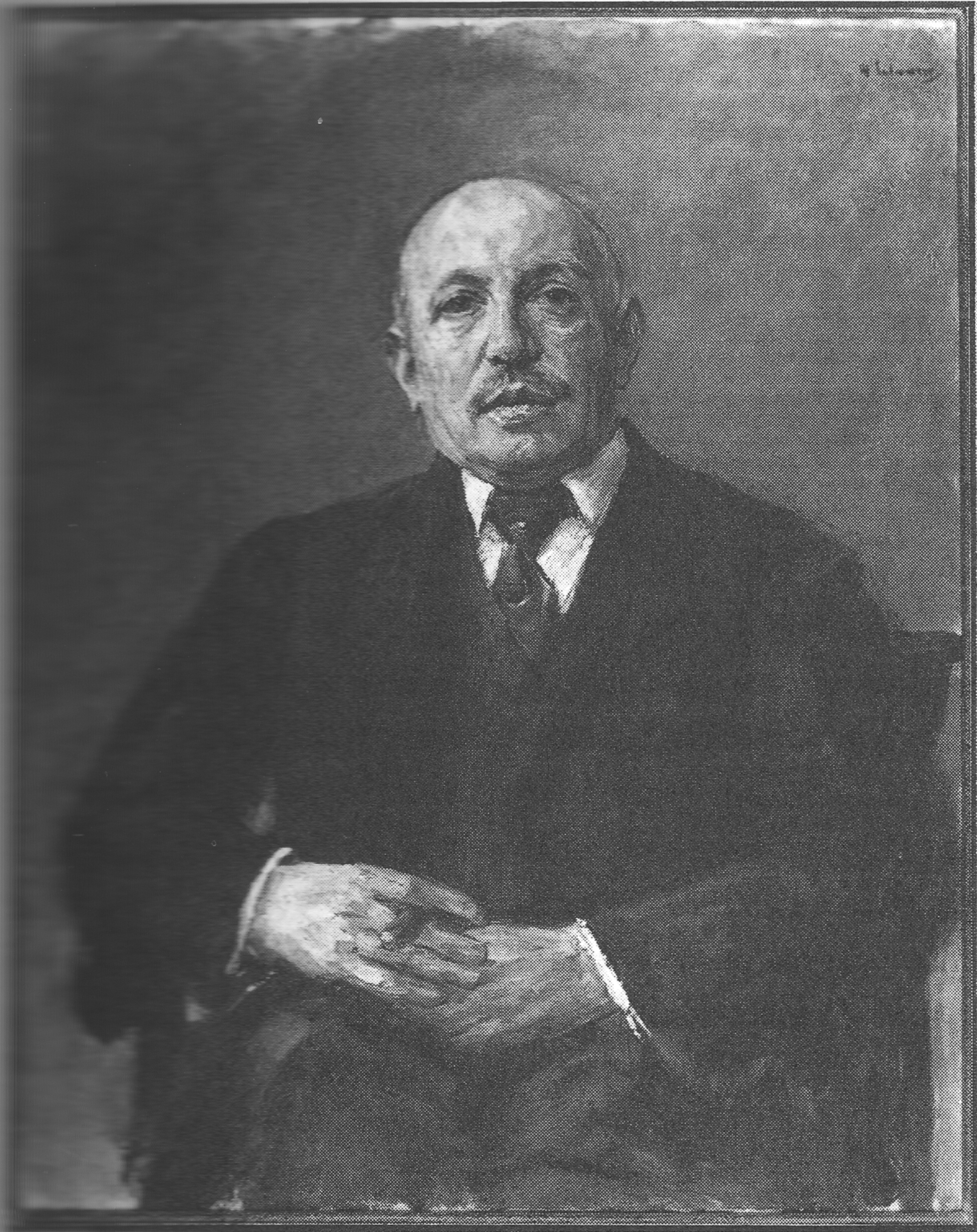
Samuel Fischer (* 1859)

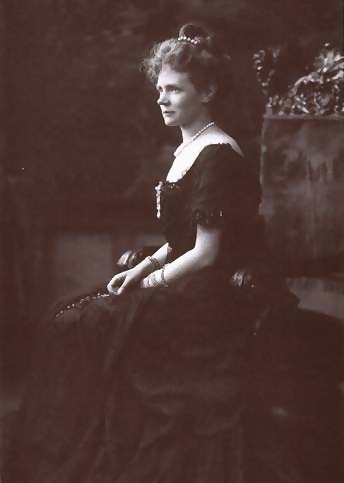
Amalie in Bayern (* 1865)

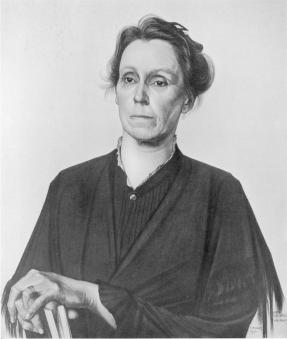
Henriëtte Roland Holst (* 1869)

- 1859: Samuel Fischer, deutscher Verleger
- 1859: Ludwig von Estorff, deutscher General
- 1859: Roman Statkowski, polnischer Komponist und Musikpädagoge
- 1860: Friedrich Buri, Schweizer Politiker, Nationalrat
- 1860: Johannes Debus X., deutscher Politiker
- 1860: Julius Korngold, österreichischer Musikkritiker und Publizist
- 1862: Alma del Banco, deutsche Malerin der Moderne
- 1863: Enrique Fernández Arbós, spanischer Geiger, Dirigent und Komponist
- 1864: Stéphan Elmas, türkisch-armenischer Komponist und Pianist
- 1865: Amalie Maria, Gräfin von Württemberg
- 1866: Maria Silbert, als „Seherin von Waltendorf“ bekannt gewordene österreichische Volksschullehrerin
- 1867: Tevfik Fikret, türkischer Dichter
- 1868: Wilhelm Gilbert, deutsch-baltischer Pastor und evangelischer Märtyrer
- 1868: Emanuel Lasker, deutscher Schachweltmeister
- 1868: Georg Meyer, deutscher Sportschütze
- 1869: Henriette Roland Holst, niederländische Dichterin und Politikerin
- 1869: Adam von Au, deutscher Pädagoge und Politiker, MdL
- 1870: Rosario Scalero, italienischer Violinist, Musikpädagoge und Komponist
- 1870: Edward Doane Swift, US-amerikanischer Astronom
- 1871: Timothy Thomas Ansberry, US-amerikanischer Jurist und Politiker, Mitglied des Repräsentantenhauses
- 1871ː Johanna Leuwer, deutsche Buchhändlerin, Opfer der Shoah
- 1872: Frederick Semple, US-amerikanischer Golf- und Tennisspieler
- 1874: William King Hale, US-amerikanischer Lokalpolitiker, Viehzüchter und Mörder
- 1875: Otto Ender, österreichischer Politiker, Landeshauptmann von Vorarlberg, Bundeskanzler
- 1876ː Anna Bass, französische Künstlerin
- 1878: Gustav von Bergmann, deutscher Internist und Medizinprofessor
- 1879: Clemente Micara, vatikanischer Diplomat und Kurienkardinal
- 1879: Edmund Ernst Stengel, deutscher Historiker und Diplomatiker
- 1880: Hermann Haller, Schweizer Bildhauer
- 1880: Waldemar Pabst, deutscher Offizier und Putschist
- 1881: Charles Wakefield Cadman, US-amerikanischer Komponist
- 1881: Anton Fehr, deutscher Agrarwirtschaftler und Politiker, MdR, Reichsminister

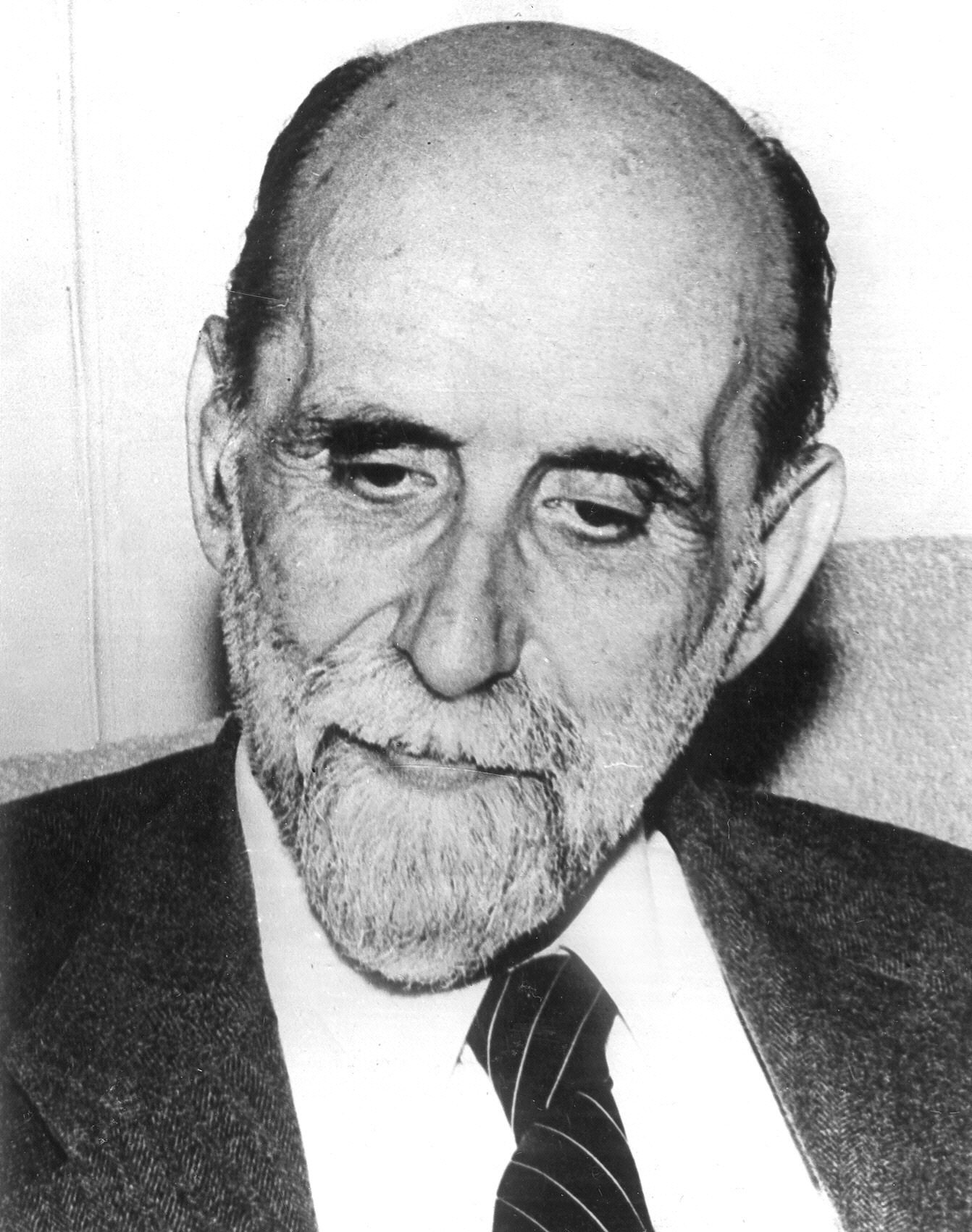
Juan Ramón Jiménez (* 1881)

- 1881: Juan Ramón Jiménez, spanischer Lyriker und Prosaist, Nobelpreisträger
- 1881: Otto Lukas, deutscher Lehrer, Dichter und Schriftsteller
- 1882: Georg Blessing, deutscher Zahnarzt und Hochschullehrer
- 1886: Peco Bauwens, deutscher Fußballspieler
- 1886: Michael Curtiz, ungarisch-US-amerikanischer Filmregisseur
- 1886: Alexander Parchomenko, russischer bzw. ukrainischer Revolutionär und Armeekommandeur
- 1887: Heinrich Addicks, deutscher Politiker, MdBB
- 1887: Louis Jouvet, französischer Schauspieler, Regisseur und Theaterleiter
- 1888: Willi Schlage, deutscher Schachmeister
- 1889: Osmín Aguirre y Salinas, sansalvadorianischer Militär
- 1890: Martin Rosebery d’Arguto, polnischer Musikpädagoge, Komponist und Dirigent
- 1890: Amerigo Bartoli, italienischer Maler und Karikaturist
- 1890ː Lisa Holländer, deutsche Gerechte unter den Völkern
- 1890: Alfred Neveu, Schweizer Bobfahrer
- 1891: Rudolf Amend, deutscher Politiker, Abgeordneter der Verfassungberatenden Landesversammlung Groß-Hessens
- 1892: Ewald Aufermann, deutscher Professor
- 1893: Ruth Chatterton, US-amerikanische Schauspielerin
- 1893: Wout Buitenweg, niederländischer Fußballspieler
- 1893: Harry Warren, US-amerikanischer Musiker, Komponist und Liedtexter
- 1894: Willi Auerswald, deutscher SS-Oberscharführer
- 1894: Friedrich Ruge, deutscher Admiral, Inspekteur der Marine
- 1894: Josef Ständer, deutscher Arzt und Politiker, MdR
- 1895: Josef Uridil, österreichischer Fußballspieler
- 1896: Jens Oliver Lisberg, färöischer Rechtswissenschaftsstudent
- 1898: Hans Böttcher, deutscher Rundfunkpionier, Hörspielregisseur und -sprecher
- 1898: Baby Dodds, US-amerikanischer Jazz-Schlagzeuger
- 1898: Anton Hilbert, deutscher Politiker, MdL, MdB
- 1899: Eugeniusz Arct, polnischer Maler und Hochschullehrer
- 1899: Käthe Kluth, deutsche Philologin und Anglistin
- 1899: Carl Troll, deutscher Geograph
- 1900: Ion Valentin Anestin, rumänischer Karikaturist, Maler, Bildhauer, Journalist und Dramatiker
- 1900: Joey Smallwood, kanadischer Politiker
- 1900: Carl Voscherau, deutscher Schauspieler

### 20. Jahrhundert

#### 1901–1925
- 1901: Otto Basil, österreichischer Schriftsteller, Publizist und Journalist
- 1901: Alexander Alexandrowitsch Fadejew, sowjetischer Schriftsteller
- 1901: Enrique Mejía Arredondo, dominikanischer Komponist und Dirigent
- 1902: Vinzenz Nohel, österreichischer Nationalsozialist, Kriegsverbrecher
- 1902: Jean de Menasce, französischer Theologe und Orientalist
- 1902: Ilse Häfner-Mode, deutsche bildende Künstlerin
- 1903: Joseph Cornell, US-amerikanischer Bildhauer, Maler und Experimentalfilmer
- 1903: Ulrich Scheuner, deutscher Staatsrechtler
- 1904: Hugo Friedrich, deutscher Romanist
- 1905: Konstantin Fjodorowitsch Dankewitsch, ukrainischer Komponist, Pianist, Dirigent und Hochschullehrer
- 1905: Hans Geiger, deutscher Fußballspieler
- 1905: Howard Hughes, US-amerikanischer Unternehmer und Luftfahrtpionier
- 1906: Paul Bromme, deutscher Journalist, Politiker und Widerstandskämpfer, MdB, MdL
- 1906: Joseph Kardinal Höffner, Erzbischof von Köln, Vorsitzender der Deutschen Bischofskonferenz
- 1906: Wolfgang Kayser, deutscher Germanist und Literaturwissenschaftler
- 1906: Eduard Leuze, deutscher Politiker, MdB, MdL, Landesminister
- 1906: Paul Mehlitz, deutscher Feldhockeyspieler
- 1906: Franz Waxman, deutscher Filmkomponist, Dirigent und Arrangeur
- 1907: John Kardinal Cody, Erzbischof von Chicago
- 1908: Adam Marczyński, polnischer Maler
- 1909: Georgi Wassiljewitsch Afanassjew, belarussischer Schachkomponist
- 1909: Adam Rapacki, polnischer Politiker, Minister
- 1909: Robert Mächler, Schweizer Schriftsteller und Journalist
- 1910: Ellen Braumüller, deutsche Leichtathletin, Olympiamedaillengewinnerin
- 1910: Fritz Leiber, US-amerikanischer Schauspieler und Science-Fiction-Autor
- 1910: Max Miedinger, Schweizer Grafiker und Typograf
- 1910: Giannis Papaioannou, griechischer Komponist
- 1910: Heinrich Vetter, deutscher Unternehmer
- 1912: Ernst Aly, deutscher Kaufmann und Funktionär der Hitler-Jugend
- 1913: Karl Michael Komma, tschechisch-deutscher Komponist und Musikpublizist
- 1914: Alfred Dompert, deutscher Leichtathlet, Olympiamedaillengewinner
- 1914: Dorothy Hyson, US-amerikanische Schauspielerin und Codebrecherin
- 1914: Herbert Reinecker, deutscher Journalist und Autor
- 1914: Elke Wulk-Voltmer, deutsche Porträtmalerin
- 1915: Jean Vallerand, kanadischer Komponist, Musikkritiker und Dirigent
- 1916: Hans Affentranger, Schweizer Autorennfahrer
- 1916: Lalo Guerrero, US-amerikanischer Sänger, Gitarrist und Songwriter
- 1916: Carlo Rustichelli, italienischer Filmmusikkomponist
- 1917: Armin Scheurer, Schweizer Leichtathlet und Fußballspieler
- 1918: Dave Bartholomew, US-amerikanischer Jazz-Musiker
- 1919: Werner Arend, deutscher Politiker, MdL
- 1919: Peter Bolton, britischer Autorennfahrer
- 1919: Hubertus Großler, deutscher Generalmajor des Heeres der Bundeswehr, Abteilungsleiter des Bundesnachrichtendienstes
- 1919: Pierre Soulages, französischer Maler und Grafiker
- 1920: Hiroyuki Agawa, japanischer Schriftsteller
- 1920: Harry de Groot, niederländischer Komponist
- 1920: Franco Lucentini, italienischer Schriftsteller
- 1921: Bill Dudley, US-amerikanischer American-Football-Spieler
- 1921: Gerard Victory, irischer Komponist

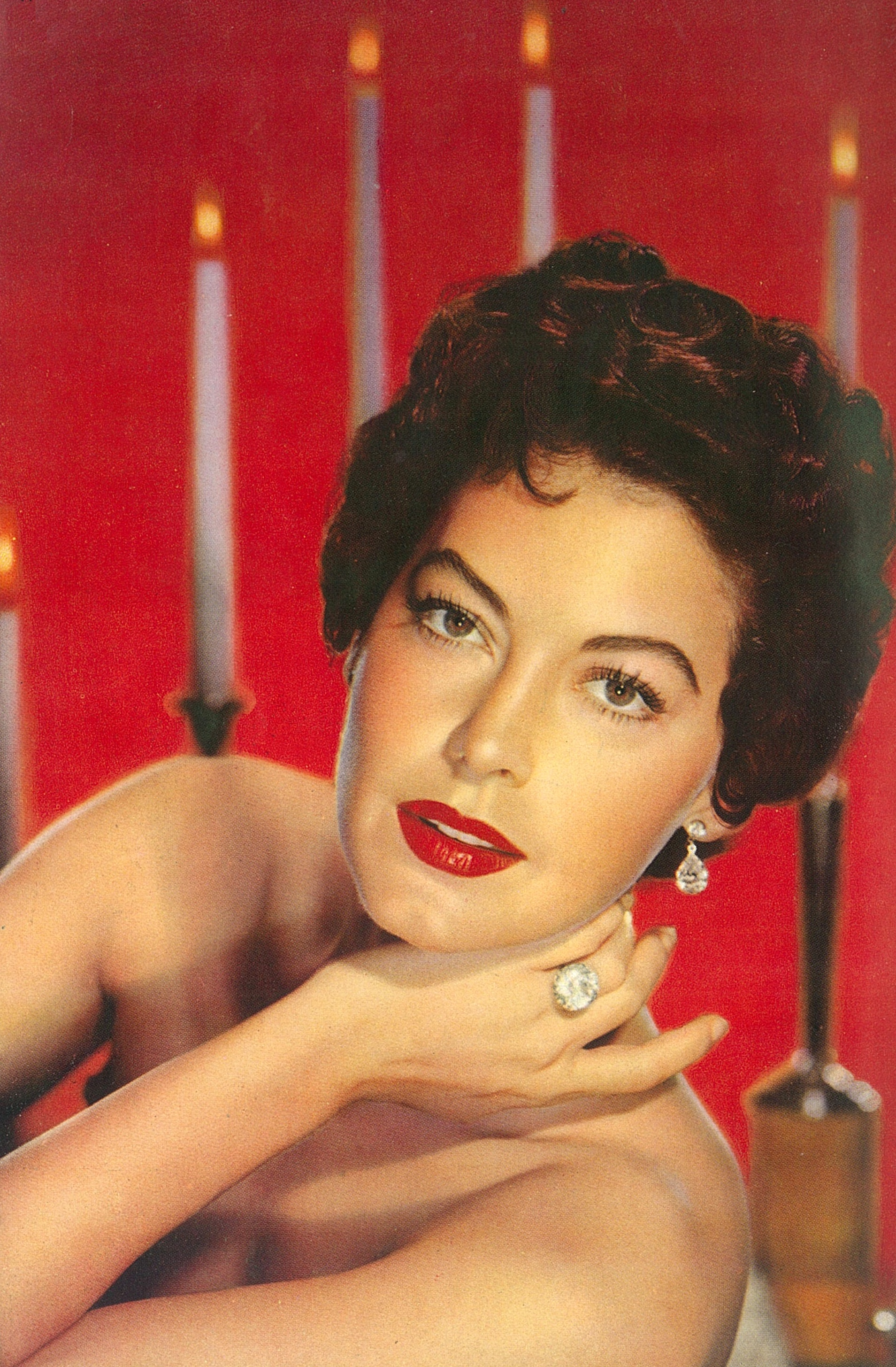
Ava Gardner (* 1922)

- 1922: Ava Gardner, US-amerikanische Schauspielerin
- 1922: Jonas Mekas, litauischer Filmregisseur und Schriftsteller
- 1924: Mohammed Rafi, indischer Playbacksänger des Hindi-Films
- 1924: Alois Schilliger, Schweizer Komponist, Kapellmeister und Klavierspieler
- 1925: Sten Elliot, schwedischer Segler
- 1925: Claude Frank, deutsch-US-amerikanischer Pianist
- 1925ː Yafa Yarkoni, israelische Sängerin

#### 1926–1950
- 1926: Juan Linz, deutsch-spanischer Politikwissenschaftler
- 1927: Jake Hess, US-amerikanischer Gospel-Sänger

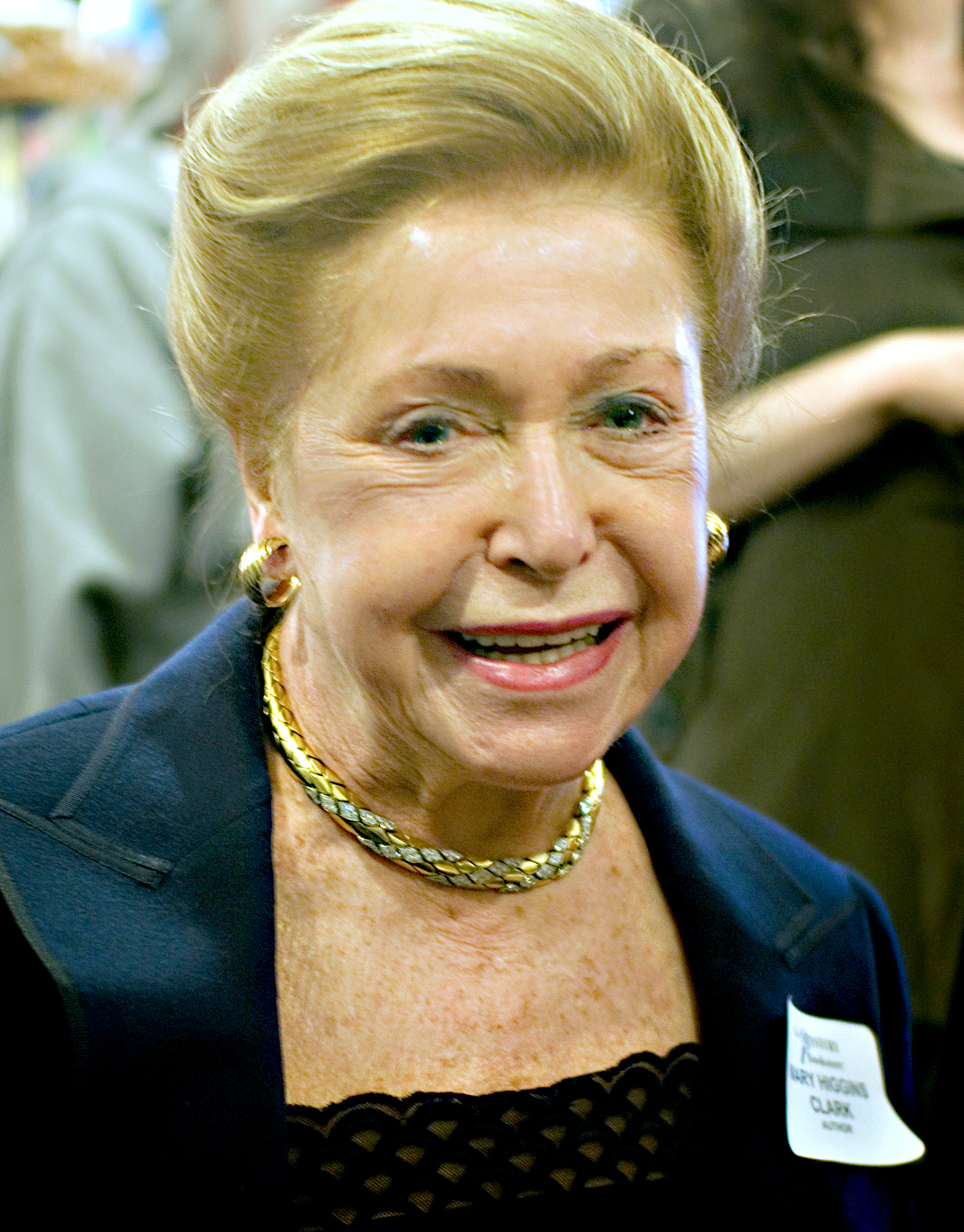
Mary Higgins Clark (* 1927)

- 1927: Mary Higgins Clark, US-amerikanische Kriminal-Autorin
- 1927: Angelika Schrobsdorff, deutsche Schriftstellerin
- 1928: Siegurd Fitzek, deutscher Schauspieler
- 1928: Manfred Rommel, deutscher Kommunalpolitiker, Oberbürgermeister von Stuttgart
- 1928: Lew Nikolajewitsch Wlassenko, russischer Pianist und Klavierpädagoge
- 1929: Timothy Brinton, britischer Nachrichtensprecher und Politiker
- 1929: Margaret Ponce Israel, US-amerikanische Keramikerin und Malerin
- 1929: Lennart Skoglund, schwedischer Fußballspieler
- 1929: Sverre Wilberg, norwegischer Film- und Theaterschauspieler
- 1931: Walter Abish, US-amerikanischer Schriftsteller
- 1931: Ray Bryant, US-amerikanischer Jazzpianist
- 1931: Christian Enzensberger, deutscher Schriftsteller
- 1931: Mauricio Kagel, argentinisch-deutscher Komponist und Dirigent, Librettist und Regisseur
- 1931: Uwe Lüthje, deutsch-österreichischer Volkswirt
- 1931: Harald Serafin, österreichischer Operettensänger
- 1932: Fritz Deppert, deutscher Pädagoge und Schriftsteller
- 1932: Marshall Davidson Hatch, australischer Biochemiker und Pflanzenphysiologe
- 1932: Karl Matthäus Winter, deutscher Bildhauer
- 1933: Renée Colliard, Schweizer Skirennfahrerin
- 1934: Beda Vickermann, deutscher Missionar
- 1934: Enrique Dussel, argentinischer Philosoph, Historiker und Theologe
- 1934: Noël Lancien, französischer Komponist und Dirigent
- 1934: Stjepan Mesić, kroatischer Politiker, Staatspräsident
- 1935: Karl-Heinz Bernhardt, deutscher Meteorologe
- 1936: Chris McGregor, südafrikanischer Pianist, Komponist und Bandleader
- 1936ː Ada Karmi-Melamede, israelische Architektin, Schöpferin des Obersten Gerichtshofes in Jerusalem
- 1937: Elisabeth Fehrenbach, deutsche Historikerin
- 1937: Hansruedi Fuhrer, Schweizer Fußballspieler
- 1937: Bernt Rosengren, schwedischer Jazz-Tenor-Saxophonist und Flötist
- 1938: Hartmuth Arenhövel, deutscher theoretischer Kernphysiker
- 1938: Hans Küppers, deutscher Fußballspieler
- 1938: Mesías Maiguashca, ecuadorianischer Komponist
- 1939: Herty Lewites, nicaraguanischer Politiker
- 1939: Arnold Östman, schwedischer Dirigent und Musikmanager
- 1939: Christiane Schmidtmer, deutsche Schauspielerin und Model
- 1940: Egon Biscan, deutscher Schauspieler und Theaterregisseur
- 1940: Anthony Stephen Fauci, US-amerikanischer Immunologe
- 1940: Erich Maas, deutscher Fußballspieler
- 1941: Michael Billington, britischer Schauspieler

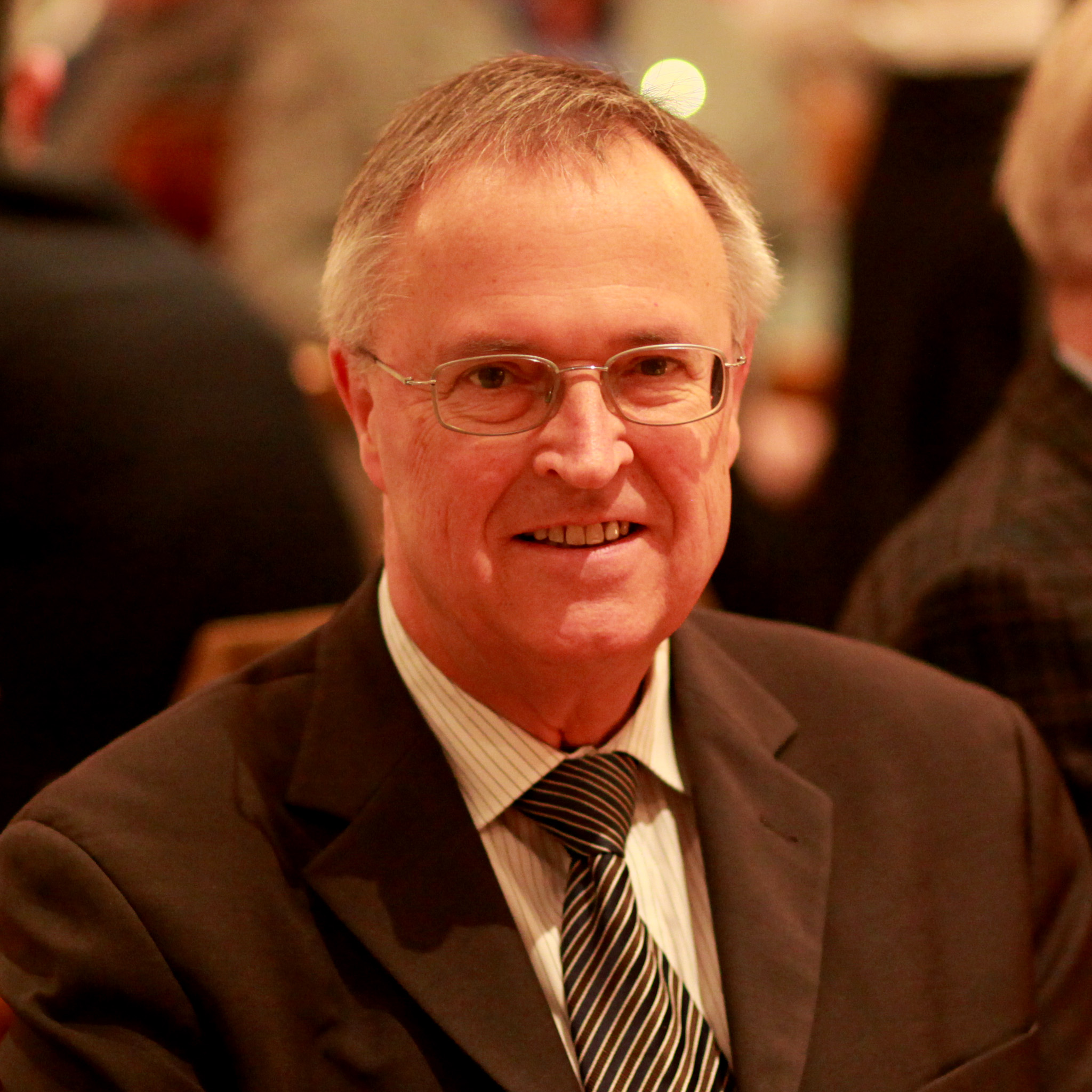
Hans Eichel (* 1941)

- 1941: Hans Eichel, deutscher Politiker, MdL, Ministerpräsident, MdB, Bundesfinanzminister
- 1941: Manfred Schurti, Liechtensteiner Autorennfahrer
- 1942: Frieder Döring, deutscher Arzt und Schriftsteller
- 1942: Rolf Gaißmaier, deutscher Fußballspieler
- 1942: Dominique Manotti, französische Romanautorin und Historikerin
- 1942: Elizabeth T. Spira, österreichische Fernsehjournalistin
- 1943: Tarja Halonen, finnische Politikerin, Staatspräsidentin
- 1943: Volker Kriegel, deutscher Jazz-Gitarrist und Cartoonist
- 1943: Robert Kurz, deutscher Journalist
- 1943: Godehard Schramm, deutscher Schriftsteller, Erzähler und Rundfunkredakteur
- 1944: Frithjof Bergmann, deutscher Philosoph
- 1944: Lothar Ibrügger, deutscher Politiker, MdB, MdEP
- 1944: Erhard Keller, deutscher Eisschnellläufer, Olympiasieger
- 1944: Dan Miller, kanadischer Politiker
- 1944: Tony Pierce-Roberts, britischer Kameramann
- 1944: Peter Schafranek, deutscher Brigadegeneral des Heeres der Bundeswehr
- 1944: Woody Shaw, US-amerikanischer Jazz-Trompeter und Komponist
- 1945: Peter Houseman, englischer Fußballspieler
- 1945: Lemmy Kilmister, britischer Sänger, Bassist und Songschreiber (Motörhead)
- 1945: Nicholas Meyer, US-amerikanischer Schriftsteller, Drehbuchautor und Regisseur
- 1945: Helmut Sauer, deutscher Politiker, MdB
- 1945: Eva María Zuk, mexikanische Pianistin polnischer Herkunft
- 1946: Jan Akkerman, niederländischer Musiker, Rock- und Jazz-Gitarrist
- 1946: Philippe Clerc, Schweizer Leichtathlet
- 1946: Andrew Yao, chinesischer Informatiker
- 1946: Vittorio Giardino, italienischer Comiczeichner und -autor
- 1946: Erwin Pröll, österreichischer Politiker, Landeshauptmann von Niederösterreich
- 1947: Michael Arnal, deutscher Drehbuchautor und Regisseur
- 1947: Brigitte Meyer, deutsche Politikerin, MdL
- 1947: Jean Léturgie, französischer Comicautor
- 1948: Edwige Fenech, italienische Filmschauspielerin
- 1948: Frank Jürgen Krüger, deutscher Rockmusiker
- 1948: Menghisteab Tesfamariam, eritreischer Bischof
- 1949: Paul R. Abramson, US-amerikanischer Psychologe und Sexualwissenschaftler
- 1949: Warwick Brown, australischer Autorennfahrer
- 1949: Barbie Millowitsch-Steinhaus, deutsche Schauspielerin und Hörspielsprecherin
- 1949: Willi Reimann, deutscher Fußballspieler und -trainer
- 1950: Jürgen Achtel, deutscher Fußballspieler
- 1950: Dana Gioia, US-amerikanischer Lyriker, Essayist und Literaturkritiker
- 1950: Urs Kliby, Schweizer Bauchredner

#### 1951–1975
- 1951: Beppo Pohlmann, deutscher Sänger und Songschreiber (Gebrüder Blattschuss)
- 1952: Lorne Calvert, kanadischer Politiker und Geistlicher, Premierminister von Saskatchewan
- 1952: Helmut Schüller, österreichischer Priester, Präsident von Caritas Österreich
- 1953: Doris Plenert, deutsche Schauspielerin, Theaterregisseurin, Rundfunksprecherin, Journalistin und Buchautorin
- 1953: Christina Weiss, deutsche Journalistin und Politikerin
- 1953: Hans-Jürgen von Bose, deutscher Komponist
- 1954: Lorenz Caffier, deutscher Politiker, Abgeordneter der Volkskammer, MdL, Landesminister
- 1954: Christian Ruck, deutscher Politiker, MdB
- 1954: Ulrike Kriener, deutsche Schauspielerin
- 1954: Peter Ehret, deutscher Synchronsprecher
- 1954: Cynthia Folio, US-amerikanische Komponistin, Flötistin und Musikpädagogin
- 1955: Clarence Gilyard junior, US-amerikanischer Schauspieler
- 1955: Brigitte Kössinger, deutsche Kommunalpolitikerin
- 1955: Hans Söllner, deutscher Sänger und Liedermacher
- 1956: Irene Khan, bangladeschische Juristin, internationale Generalsekretärin von Amnesty International
- 1956: Stephanie Hodge, US-amerikanische Schauspielerin
- 1957: António André, portugiesischer Fußballspieler
- 1957: Andy Baum, österreichischer Pop-Musiker
- 1957: Othmar Karas, österreichischer Politiker, MdEP
- 1957: Hamid Karzai, afghanischer Politiker, Staatspräsident
- 1957: Martin Trocha, deutscher Fußballspieler
- 1958: Marc Abrams, US-amerikanischer Bassist
- 1958: Lea Sölkner, österreichische Skirennläuferin, Weltmeisterin
- 1958: Hans Spaan, niederländischer Motorradrennfahrer
- 1959: Lee Daniels, US-amerikanischer Filmproduzent, Filmregisseur und Schauspieler

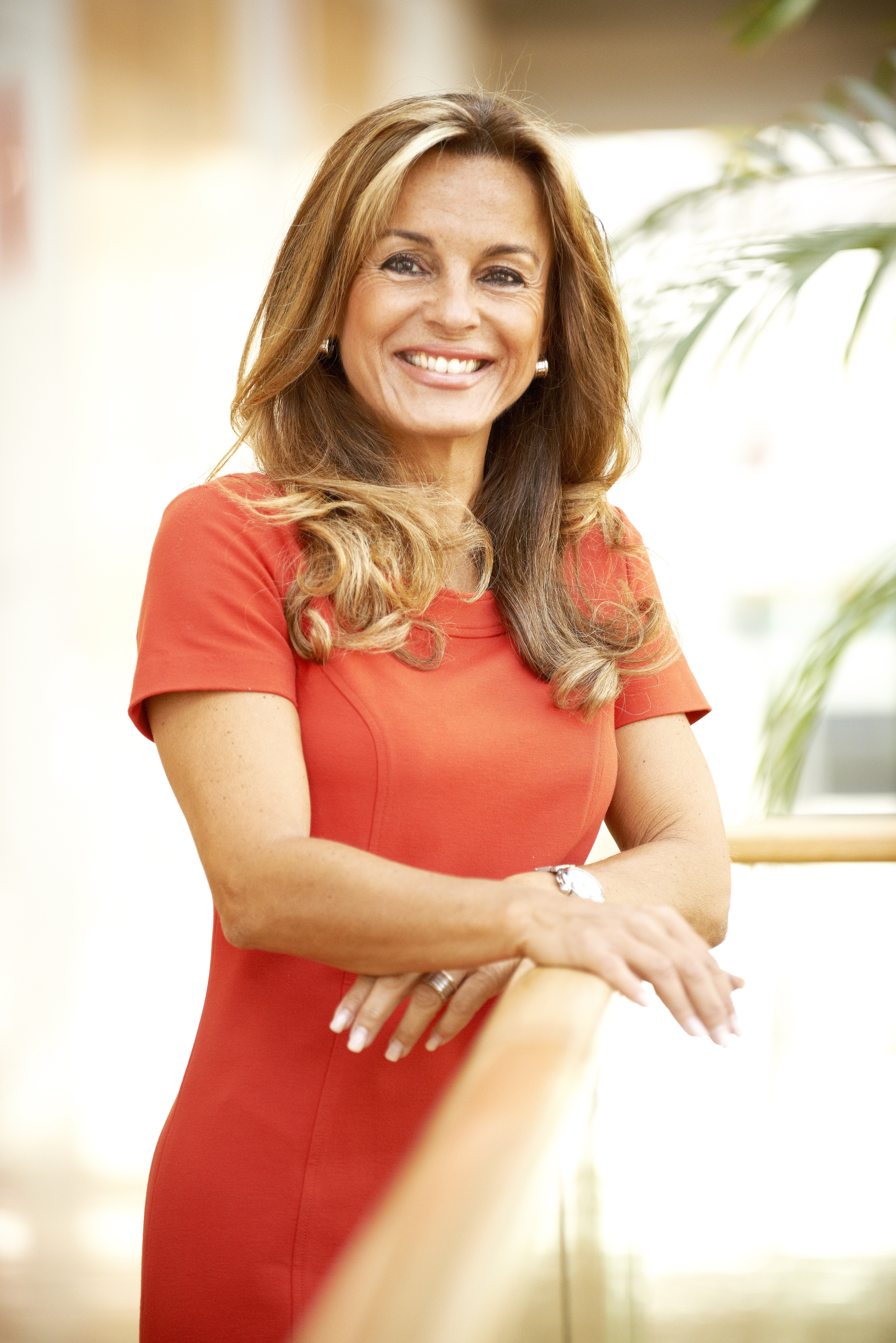
Michaela Noll (* 1959)

- 1959: Irene Fischer, deutsche Schauspielerin
- 1959: Anil Kapoor, indischer Schauspieler und Produzent
- 1959: Michaela Noll, deutsche Politikerin
- 1960: Charles Ng, chinesisch-US-amerikanischer Serienmörder
- 1960: Zeeteah, britische Sängerin
- 1960: Peter Hauk, deutscher Politiker

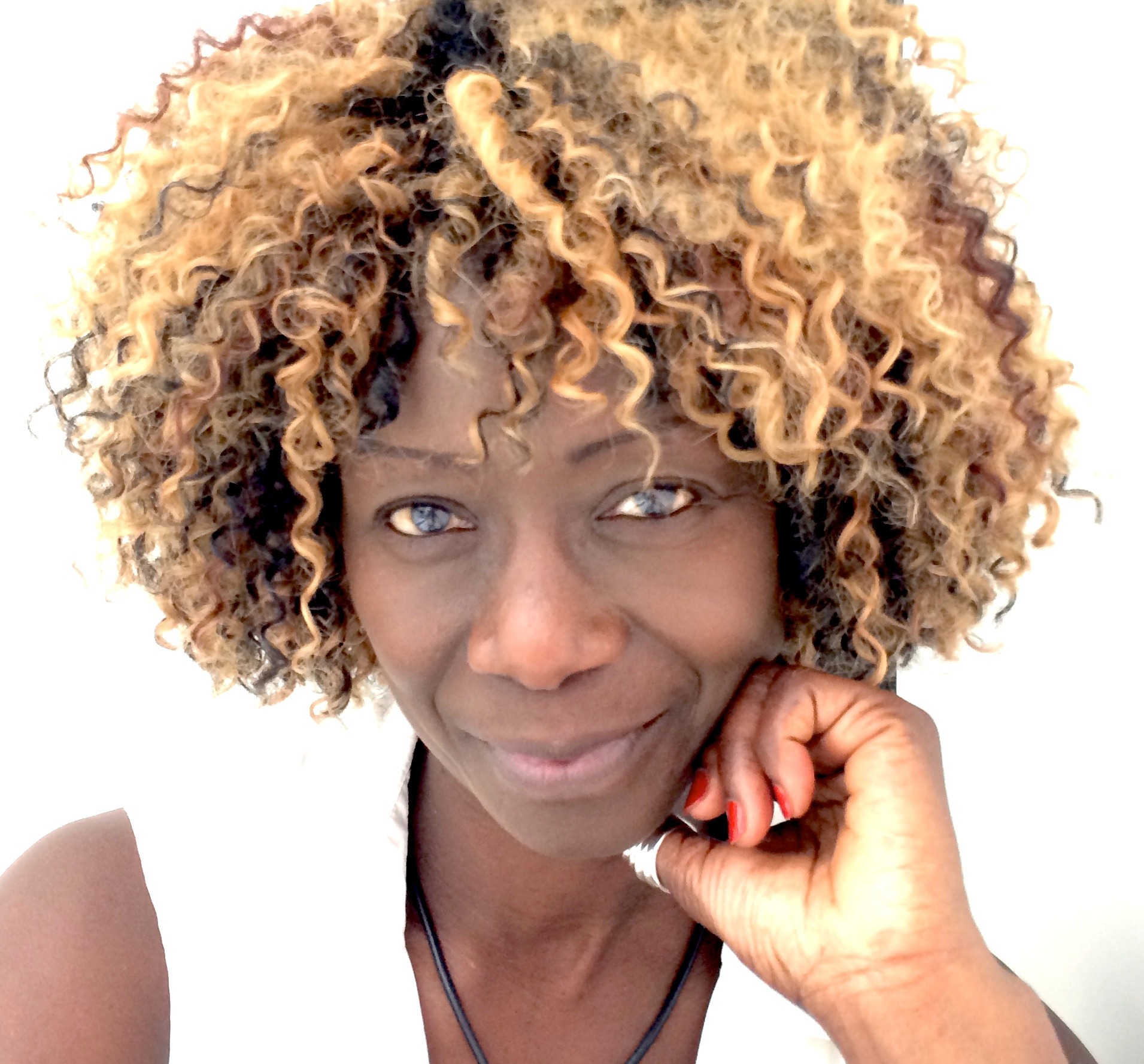
Zeeteah (* 1960)

- 1960: Tshamano Sebe, südafrikanischer Schauspieler
- 1961: İlham Əliyev, aserbaidschanischer Politiker, Staatspräsident
- 1961: Thomas Bäppler-Wolf, deutscher Entertainer, Travestiekünstler und Choreograph
- 1961: Mary Barra, US-amerikanische Managerin, CEO General Motors
- 1961: François Moutin, französischer Jazz-Bassist
- 1961: Louis Moutin, französischer Jazz-Schlagzeuger
- 1961: Wade Williams, US-amerikanischer Schauspieler
- 1962: David Cobb, US-amerikanischer Rechtsanwalt und Politiker

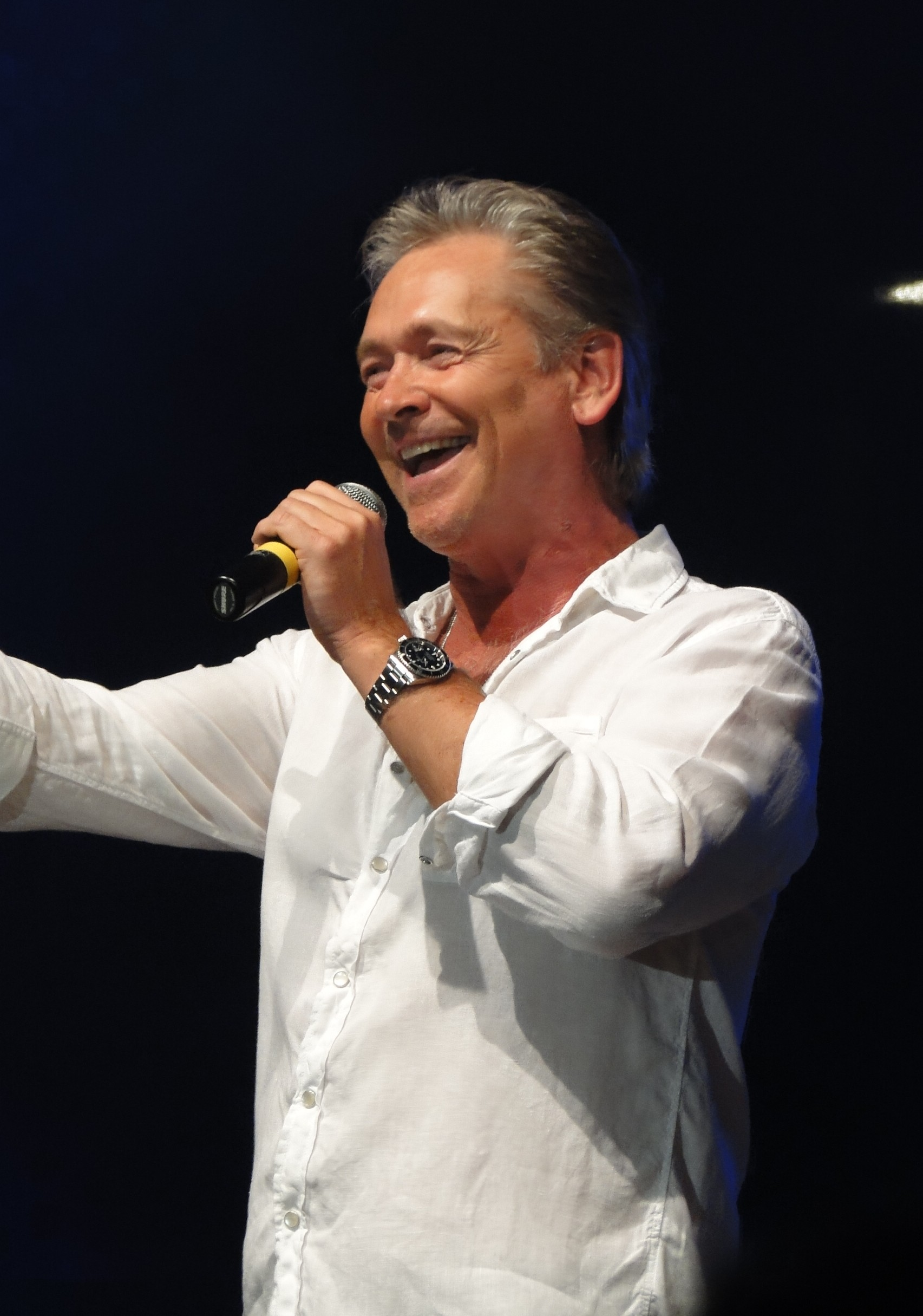
Olaf Berger (* 1963)

- 1963: Naja Marie Aidt, dänische Schriftstellerin
- 1963: Elisabeth Baume-Schneider, Schweizer Politikerin
- 1963: Olaf Berger, deutscher Schlagersänger
- 1963: Myriam Décroze, französische Malerin
- 1963: Christine Weckwerth, deutsche Philosophin
- 1964: Bernd Michael Lade, deutscher Schauspieler und Regisseur
- 1964: Jean-Paul Civeyrac, französischer Filmregisseur
- 1965: Bernd Drücke, deutscher Soziologe
- 1965: Volker Felgenhauer, deutscher Komponist
- 1966: Jörg Behrend, deutscher Geräteturner, Weltmeister
- 1966: Carolin Fink, deutsch-österreichische Schauspielerin, Sängerin und Pianistin
- 1966: Karsten Neumann, deutscher Politiker, MdL
- 1966: Dirk van den Boom, deutscher Politologe und Science-Fiction-Autor
- 1967: Rupert Henning, österreichischer Autor und Schauspieler
- 1968: Winfried Frey, deutscher Schauspieler, Moderator, Autor, Regisseur und Kabarettist
- 1968: Astrid Strauß, deutsche Schwimmerin, Weltmeisterin, Olympiamedaillengewinnerin
- 1969: Milan Blagojevic, australischer Fußballspieler
- 1969: Pernille Fischer Christensen, dänische Regisseurin
- 1969: Leavander Johnson, US-amerikanischer Boxer
- 1969: Andy Liebing, deutscher Boxer
- 1969: Ed Miliband, britischer Politiker, Minister, Parteichef der Labour Party
- 1969: Mark Millar, britischer Comicautor
- 1969: Gintaras Staučė, litauischer Fußballspieler
- 1970: Christian von Boetticher, deutscher Politiker
- 1970: David Donatien, französischer Musik-Instrumentalist
- 1970: Amaury Nolasco, puerto-ricanischer Schauspieler
- 1970: Will Oldham, US-amerikanischer Schauspieler, Songwriter und Musiker („Bonnie ‘Prince’ Billy“)
- 1971: Giorgos Alkeos, griechischer Popmusiker
- 1971: Christian Baumeister, deutscher Tierfilmer, Regisseur und Produzent
- 1971: Fabrice Borer, Schweizer Fußballspieler
- 1971: Christopher Daniels, US-amerikanischer Wrestler
- 1971: Sascha Fischer, deutscher Rugbyspieler

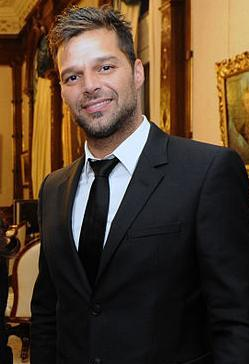
Ricky Martin (* 1971)

- 1971: Ricky Martin, puerto-ricanischer Pop-Sänger
- 1971: Eva Inés Obergfell, deutsche Juristin und Hochschullehrerin
- 1972: Álvaro Mesén, costa-ricanischer Fußballspieler
- 1972: Richard Dutruel, französischer Fußballspieler
- 1972: Carmen Moore, kanadische Schauspielerin
- 1972: Matt Passmore, australischer Schauspieler
- 1973: Hans Burkhard, liechtensteinischer Skirennläufer
- 1973: Shawn Heins, kanadischer Eishockeyspieler
- 1973: Stephenie Meyer, US-amerikanische Jugendbuchautorin
- 1973: Eddie Pope, US-amerikanischer Fußballspieler
- 1974: Fary Faye, senegalesischer Fußballspieler
- 1974: César García Calvo, spanischer Radrennfahrer
- 1974: Paal Nilssen-Love, norwegischer Schlagzeuger
- 1974: Henny Reents, deutsche Schauspielerin
- 1974: Marcelo Salas, chilenischer Fußballspieler
- 1974: Ryan Seacrest, US-amerikanischer Fernseh- und Radiomoderator
- 1974: J. D. Walsh, US-amerikanischer Schauspieler
- 1975: Keith Loach, kanadischer Skeletonfahrer

#### 1976–2000
- 1976: Chan Chia Fong, malaysische Badmintonspielerin
- 1976: Lynn Chen, US-amerikanische Schauspielerin und Musikerin

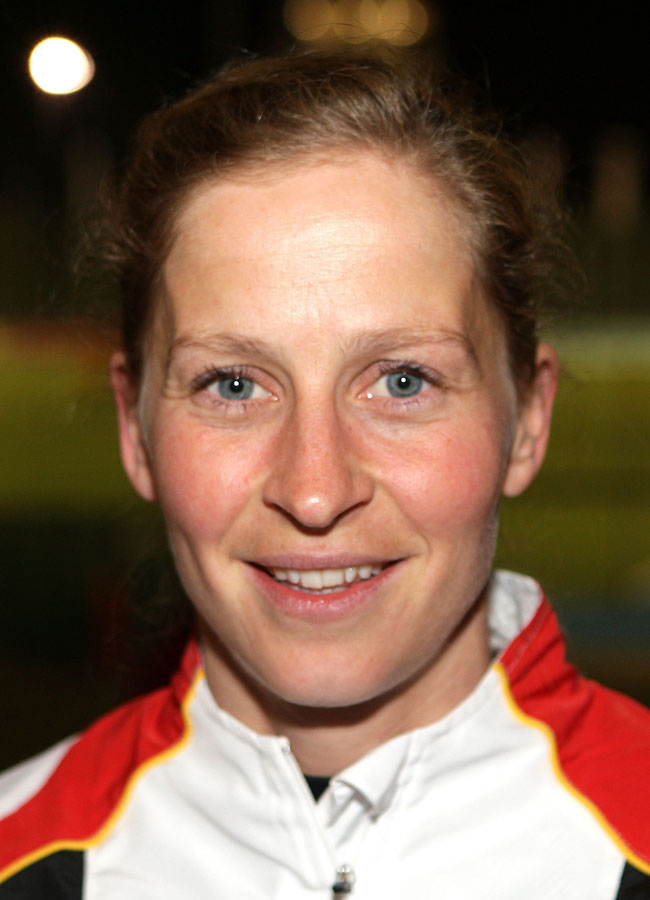
Marion Rodewald (* 1976)

- 1976: Florian Karlheim, deutscher Schauspieler
- 1976: Marion Rodewald, deutsche Hockeyspielerin, Olympiasiegerin
- 1977: Américo, chilenischer Sänger
- 1977: Carlos Meza, kolumbianischer Boxer
- 1978: Yıldıray Baştürk, türkischer Fußballspieler
- 1978: Harald Planer, österreichischer Fußballspieler
- 1978: Christian Prokop, deutscher Handballspieler und -trainer
- 1979: Virginie Arnold, französische Bogenschützin
- 1979: Oğuzhan Bahadır, türkischer Fußballspieler
- 1979: Henrico Botes, namibischer Fußballspieler
- 1979: Ariane Grundies, deutsche Autorin
- 1979: Chris Hero, US-amerikanischer Wrestler
- 1979: Bozo Kovacevic, österreichischer Fußballspieler
- 1979: Sanny Lindström, schwedischer Eishockeyspieler
- 1979: Swetlana Pospelowa, russische Leichtathletin, Weltmeisterin
- 1980: José Aguilar, venezolanischer Radrennfahrer
- 1980: Stephen Appiah, ghanaischer Fußballspieler und -trainer
- 1980: Anusch Aršakyan, armenische Musikerin
- 1980: Cassidey, US-amerikanische Pornodarstellerin und Fotomodell
- 1980: Maria Götze, deutsche Behindertensportlerin im Schwimmen, Paralympics-Siegerin
- 1980: Tomas Kalnoky, US-amerikanischer Sänger, Gitarrist und Songwriter
- 1980: Jason Miller, US-amerikanischer Kampfsportler
- 1980: Nneka, nigerianische Sängerin
- 1981: Dima Bilan, russischer Popsänger
- 1981: Xatar, deutscher Rapper und Musikproduzent
- 1982: Tetsuya Kakihara, japanischer Seiyū und Sänger
- 1982: Akifumi Okuyama, japanischer Eishockeyspieler
- 1982: Masaki Aiba, japanischer Sänger und Schauspieler
- 1983: Irina Krush, US-amerikanische Schachspielerin

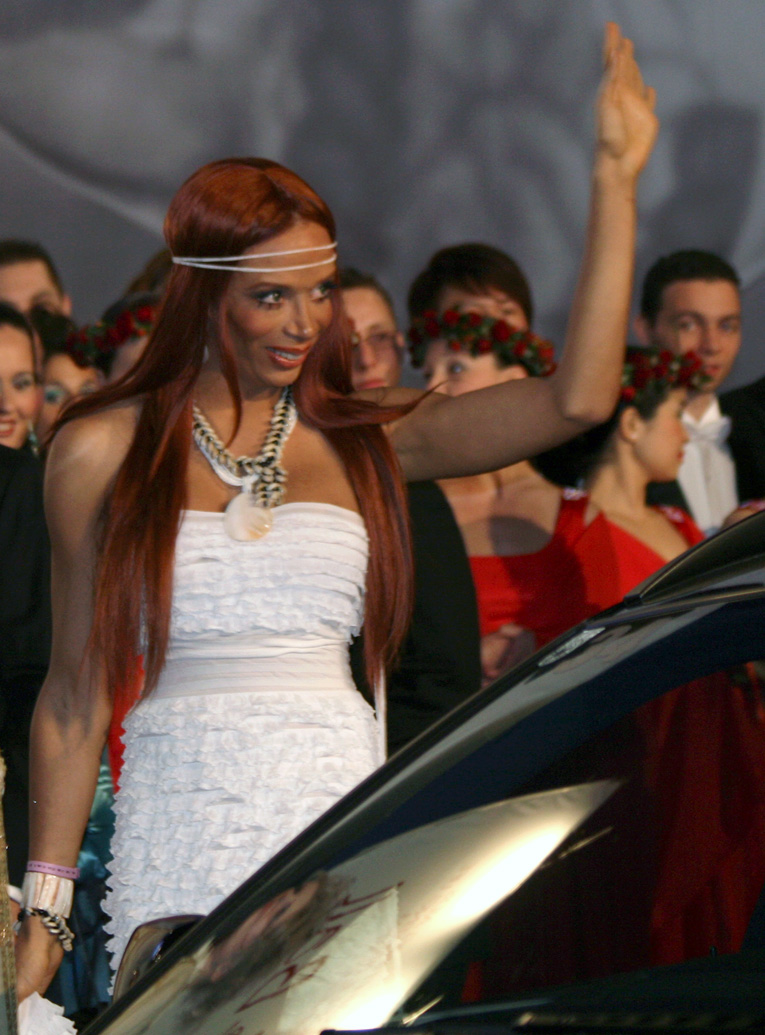
Lorielle London (* 1983)

- 1983: Lorielle London, deutsche transsexuelle Entertainerin
- 1984: Wallace Spearmon, US-amerikanischer Leichtathlet
- 1984: Dominik Koll, österreichischer Schwimmer
- 1984: Dickson Wamwiri, kenianischer Taekwondoin
- 1985: David Ragan, US-amerikanischer NASCAR-Rennfahrer
- 1985: Christina Schwanitz, deutsche Kugelstoßerin, Weltmeisterin
- 1986: Hoon Thien How, malaysischer Badmintonspieler
- 1986: Christian Rompf, deutscher Handballspieler
- 1986: Theodor Gebre Selassie, tschechischer Fußballspieler
- 1988: Sitamadji Allarassem, tschadischer Fußballspieler
- 1988: Alexander Auerbach, deutscher Handballspieler
- 1988: Stefanos Athanasiadis, griechischer Fußballspieler

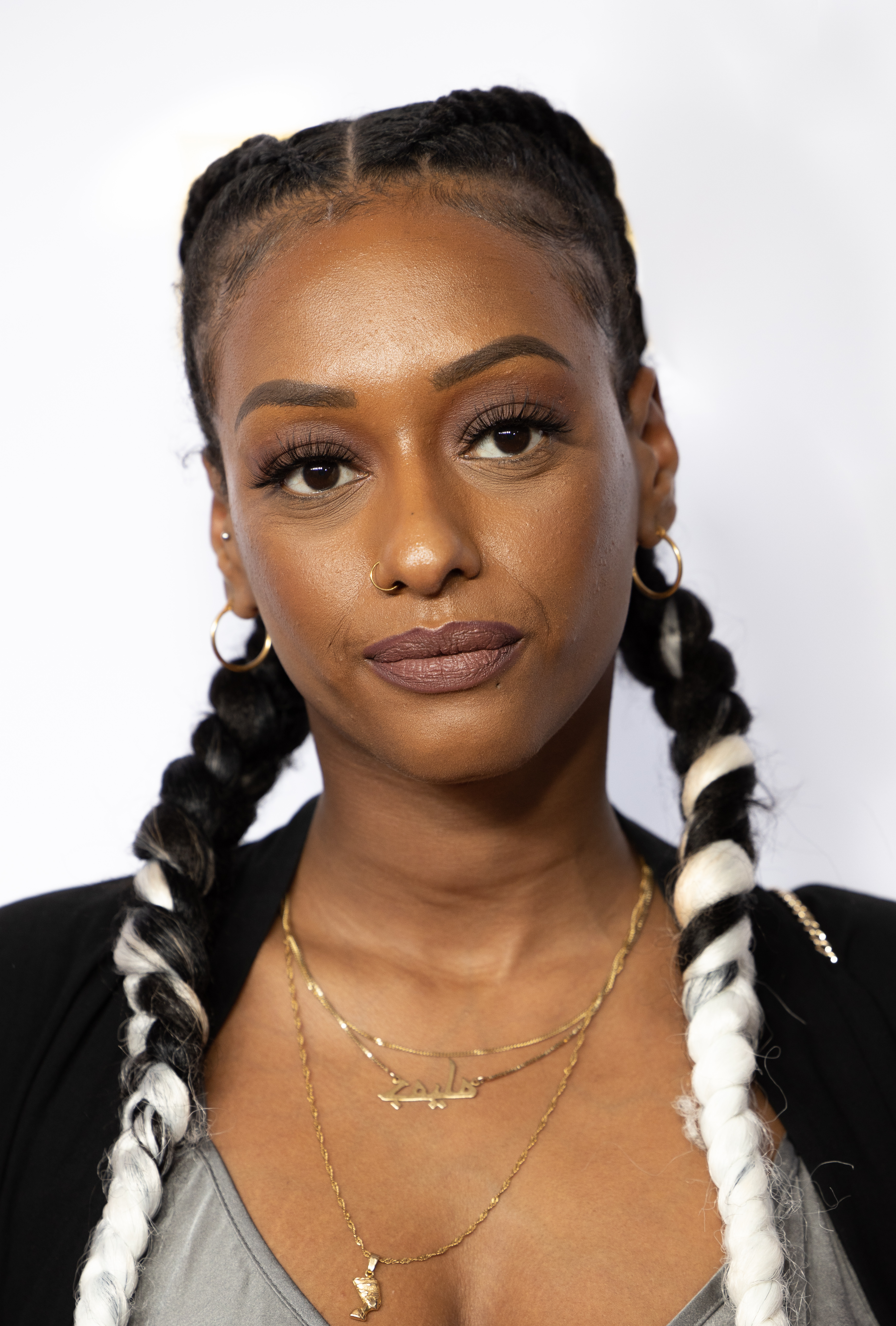
Nura (* 1988)

- 1988: Momodou Ceesay, gambischer Fußballspieler
- 1988: Felix Lobrecht, deutscher Comedian und Podcaster
- 1988: Nura, eritreische deutschsprachige Rapperin, Sängerin, Schauspielerin und Autorin
- 1989: Maxine Birker, deutsche Fußballspielerin
- 1989: Ömer Kanca, türkischer Fußballspieler
- 1989: Diafra Sakho, senegalesischer Fußballspieler
- 1989: Alen Milosevic, Schweizer Handballspieler
- 1990: Marcel Glauche, deutscher Schauspieler und Regisseur
- 1990: Lars Hartig, deutscher Ruderer
- 1990: Michael Lewis, US-amerikanischer Autorennfahrer
- 1991: Isabel Bongard, deutsche Schauspielerin
- 1991: Marcel Mathis, österreichischer Skirennläufer
- 1991: Maxim Alexejewitsch Kizyn, russischer Eishockeyspieler
- 1991: Michelle Ryser, Schweizer Schlagersängerin
- 1991: Louis Tomlinson, britischer Sänger (One Direction)
- 1992: Serge Aurier, ivorischer Fußballspieler
- 1993: Ririn Amelia, indonesische Badmintonspielerin
- 1993: Millie Brady, britische Schauspielerin
- 1995: Soleil Borda, US-amerikanische Schauspielerin
- 1995: Lynden Gooch, US-amerikanischer Fußballspieler
- 2000: Maria Ludovica Costa, italienische Ruderin
- 2000: Lucas Plapp, australischer Radrennfahrer
- 2000: Rusty-Jake Rodriguez, österreichischer Dartspieler

### 21. Jahrhundert
- 2005: Emil Zeil, deutscher Fußballspieler

## Gestorben

### Vor dem 16. Jahrhundert
- 0361: Georg von Kappadokien, arianischer Bischof
- 0978: Hanno, Bischof von Worms
- 1003: Wilhelm II., Graf von Weimar
- 1015: Megingod, Erzbischof von Trier
- 1027: Hartwig II., Pfalzgraf von Bayern und Graf im unteren Salzburggau
- 1089: Burkhard von Oltigen, Bischof von Lausanne
- 1132: Erkenbert von Frankenthal, Adeliger, Klosterstifter und Propst
- 1143: Miles de Gloucester, 1. Earl of Hereford, anglo-normannischer Adeliger
- 1149: Otto von Machland, Herr von Perg und Machland
- 1193: William d’Aubigny, 2. Earl of Arundel, englischer Adeliger
- 1193: Roger III., König von Sizilien
- 1198: William de Vere, Lordkanzler von England
- 1221: Arnold von Matsch, Bischof von Chur
- 1236: Konrad IV. von Tann, Bischof von Speyer
- 1257: Johann von Avesnes, Graf von Henngau
- 1271: Konrad von Rosdorf, Marschall der Grafschaft Henneberg
- 1281: Heinrich V., Graf von Luxemburg, Graf von Laroche und Markgraf von Arlon
- 1298: Teodorico Borgognoni, dominikanischer Mönch, Bischof von Cervia und Arzt des Papstes Innozenz III.
- 1317: Jean de Joinville, französischer Begleiter und Chronist von Ludwig IX.
- 1331: Philipp I., Fürst von Tarent, Albanien und Achaia
- 1344: Heinrich IV., Graf von Bar
- 1380: Johannes von Neumarkt, Kanzler Kaiser Karls IV. und Schriftsteller
- 1383: Hugh Dacre, 4. Baron Dacre, englischer Adeliger und Politiker
- 1400: Archibald Douglas, 3. Earl of Douglas, schottischer Adeliger
- 1420: Mikuláš z Husi a Pístného, böhmischer Landadeliger, Hussitenpolitiker und Heeresführer
- 1431: Konrad von Vechta, Bischof von Verden und Olmütz sowie Erzbischof von Prag
- 1453: John Dunstable, englischer Komponist
- 1456: Đurađ Branković, serbischer Despot
- 1462: Peter Zmrzlík von Schweißing der Jüngere, böhmischer Adeliger
- 1471: Sigismund von Sachsen, Bischof von Würzburg
- 1496: Heinrich XXVII. von Schwarzburg, Erzbischof von Bremen und Bischof von Münster

### 16. bis 18. Jahrhundert
- 1503: Konrad Loste, Bischof von Schwerin

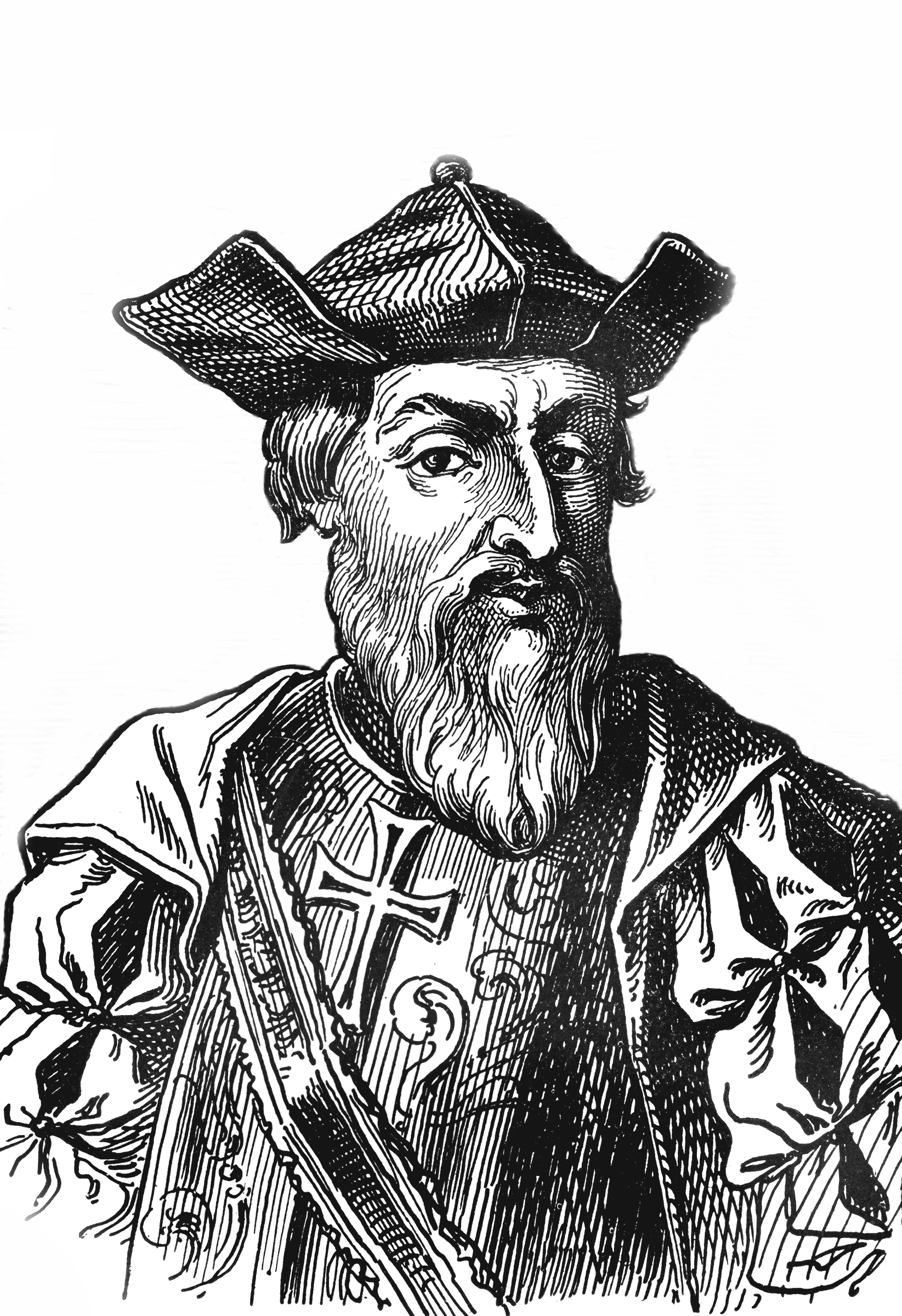
Vasco da Gama († 1524)

- 1524: Vasco da Gama, portugiesischer Seefahrer und Entdecker
- 1526: Veit Hirschvogel, deutscher Glasmaler
- 1534: Antoine Augereau, französischer Schriftschneider, Typograf, Buchhändler und Verleger
- 1535: Nils Lykke, norwegischer Reichsrat
- 1538: Anna Reinhart, Zürcher Bürgerin, Ehefrau des Reformators Ulrich Zwingli
- 1541: Andreas Bodenstein, genannt Karlstadt, deutscher Theologe, Priester, Hochschullehrer und Reformator
- 1548: Maximilian von Egmond, niederländischer General und Statthalter von Friesland
- 1568: Heinrich V. von Plauen, Burggraf von Meißen und Herr von Plauen
- 1588: Louis II. de Lorraine-Guise, französischer Kardinal, Erzbischof von Reims
- 1601: Johannes Dinckel, deutscher Theologe
- 1629: Elisabeth Sophie von Brandenburg, Fürstin von Radziwiłł und Herzogin von Sachsen-Lauenburg
- 1635: Hester Jonas, Opfer der Hexenverfolgung
- 1635: Georg Silberschlag der Jüngere, deutscher lutherischer Geistlicher
- 1647: Albert Burgh, Amsterdamer Arzt und Bürgermeister
- 1658: Friedrich Scultetus, deutscher Theologe

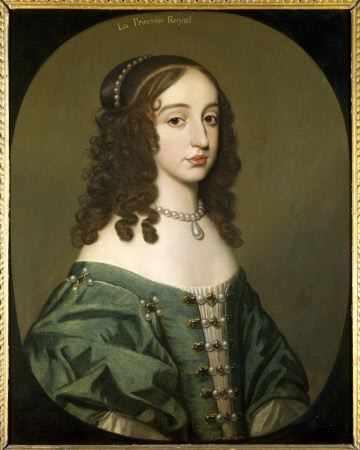
Maria Henrietta Stuart († 1660)

- 1660: Maria Henrietta Stuart, Prinzessin von Oranien und Gräfin von Nassau
- 1669: Johann Quistorp der Jüngere, deutscher Theologieprofessor, Rektor der Universität Rostock
- 1683: Amalia von Degenfeld, Freifrau von Degenfeld
- 1692: Maria Antonia von Österreich, Kurfürstin von Bayern
- 1706: Oswald Onghers, flämischer Maler
- 1707: Noël Coypel, französischer Maler
- 1707: Charlotte von Liegnitz-Brieg-Wohlau, Herzogin von Liegnitz, Brieg und Wohlau und durch Heirat Herzogin von Schleswig-Holstein-Sonderburg-Wiesenburg
- 1707: Gottlob Friedrich Seligmann, deutscher Theologe
- 1708: Otto de la Bourde, Fürstbischof von Gurk
- 1720: Georg Friedrich Dinglinger, deutscher Kunstmaler und Emailleur
- 1729: Manuel Abad y Lasierra, spanischer Bischof
- 1742: Bogislaw Friedrich von Dönhoff, preußischer Generalmajor
- 1750: Christian Döring, Leipziger Architekt und Baumeister
- 1752: Franz Anton von Dücker, Priester und Domherr in Köln
- 1760: Philipp Jacob Borel, deutscher Mediziner und Hochschullehrer
- 1761: Mathias Bahil, ungarischer reformierter Geistlicher
- 1762: Johann Friedrich Constabel, ostfriesischer Orgelbauer
- 1766: Elisabeth von Sachsen-Meiningen, Äbtissin des Reichsstifts Gandersheim
- 1773: Ludwig van Beethoven, deutscher Sänger, Großvater des gleichnamigen Komponisten
- 1792: Philipp Ludwig Wittwer, deutscher Mediziner

### 19. Jahrhundert
- 1803: Georg I., Herzog von Sachsen-Meiningen
- 1804: Martin Vahl, norwegisch-dänischer Botaniker
- 1808: Fjodor Stepanowitsch Rokotow, russischer Maler
- 1811: Karl David Ackermann, deutscher Schauspieler, Sänger und Brauereibesitzer
- 1811: Gregorio García de la Cuesta, spanischer Generalkapitän und Präsident des Obersten Rates von Kastilien
- 1812: Friedrich, Fürst von Anhalt-Bernburg-Schaumburg-Hoym
- 1813: Go-Sakuramachi, japanische Kaiserin
- 1823: James Gandon, britischer Architekt
- 1824: Johann Christoph von Aretin, deutscher Publizist, Historiker, Bibliothekar und Jurist
- 1824: Pushmataha, Häuptling der Choctaw-Indianer
- 1836: Francisco Espoz y Mina, spanischer Guerillaführer und General
- 1837: David E. Jackson, US-amerikanischer Trapper und Pelzhändler
- 1837: Johann Christian Stark der Jüngere, deutscher Mediziner
- 1845: Daniel Kraft, deutscher Landwirt, Bürgermeister und Politiker
- 1847: Edmund Tyrell Artis, britischer Pionier der Paläobotanik und Archäologie
- 1847: Karl Gustav Brinckmann, schwedischer Diplomat und deutscher Dichter
- 1855ː Amélie de Berckheim, erste weibliche elsässische Industrielle und Managerin
- 1857: Félix Cazot, französischer Musikpädagoge und Komponist
- 1861: Carl Gottlieb Bellmann, deutscher Musiker
- 1863: William Makepeace Thackeray, britischer Schriftsteller
- 1865: Paula Elisabeth Cerioli, italienische Ordensgründerin
- 1868: Adolphe d’Archiac, französischer Geologe und Paläontologe
- 1869: Edwin M. Stanton, US-amerikanischer Politiker, Kriegsminister
- 1872: William John Macquorn Rankine, britischer Physiker und Ingenieur
- 1873: Johns Hopkins, US-amerikanischer Geschäftsmann und Philanthrop
- 1873: Georg Kreuzberg, deutscher Entdecker der Quellen, Gründer des Apollinarisbrunnens und des Heilbades Bad Neuenahr

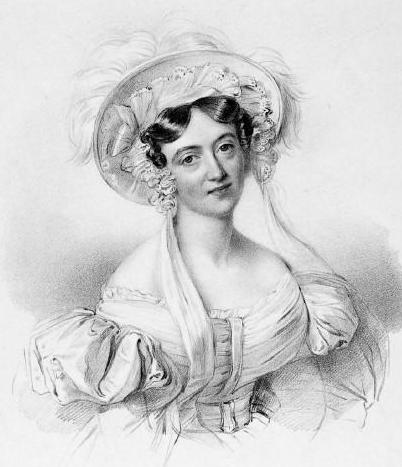
Lucy Anderson († 1878)

- 1874: Hermann Püttmann, deutscher Publizist, Herausgeber, Journalist und Kunstkritiker des Vormärz, Mitbegründer der deutschsprachigen Presse in Australien
- 1878: Lucy Anderson, englische Pianistin
- 1880: Jakob Hasler, Schweizer Jurist und liberaler Politiker
- 1880: Johann Heinrich Gottlieb Luden, deutscher Rechtswissenschaftler
- 1880: Simon Oppenheim, deutscher Bankier
- 1884: August Otto, österreichischer Kaufmann
- 1885: Sanford Christie Barnum, US-amerikanischer Zahnarzt, Erfinder des Kofferdam
- 1887: Daniel Manning, US-amerikanischer Journalist, Geschäftsmann und Politiker, Finanzminister
- 1888: Michail Tarielowitsch Loris-Melikow, russischer General, Innenminister, Chef der Geheimpolizei
- 1889: Adolf Ignaz Mautner von Markhof, österreichischer Industrieller
- 1889: William Donald Patrick, Richter am Court of Session und des Internationalen Militärgerichtshof für den Fernen Osten
- 1890: Gustav von Duvernoy, württembergischer Jurist, Privatgelehrter und Politiker
- 1890: Edward Thomas Loseby, britischer Chronometermacher
- 1891: Johannes Janssen, deutscher Historiker
- 1895: Kuno von Auer, preußischer Generalmajor
- 1896: Andreas Ascharin, baltisch-russischer Schachspieler, Schriftsteller, Pädagoge und Übersetzer
- 1898: Scharbel Machluf, maronitischer Mönch
- 1898: Eugeniusz Pankiewicz, polnischer Komponist und Pianist
- 1899: August von Miller zu Aichholz, österreichischer Industrieller, Mäzen und Privatgelehrter
- 1900ː Jane Spencer, Baroness Churchill, britische Aristokratin und Gefährtin von Königin Victoria

### 20. Jahrhundert

#### 1901–1950
- 1902: Takayama Chogyū, japanischer Schriftsteller
- 1908: François-Auguste Gevaert, belgischer Komponist und Musikschriftsteller
- 1909: Ernst von Mendelssohn-Bartholdy, deutscher Privatbankier
- 1914: Julius Meinl I., österreichischer Kaufmann
- 1914: John Muir, britisch-US-amerikanischer Naturwissenschaftler, Schriftsteller und Geologe
- 1922: Emil Frey, Schweizer Politiker, Nationalrat, Bundesrat
- 1923: August Beule, deutscher Poet und Schuhmachermeister
- 1923ː Helene Gammius, deutsche Malerin, Mitglied der Gruppe Dresdner Künstlerinnen

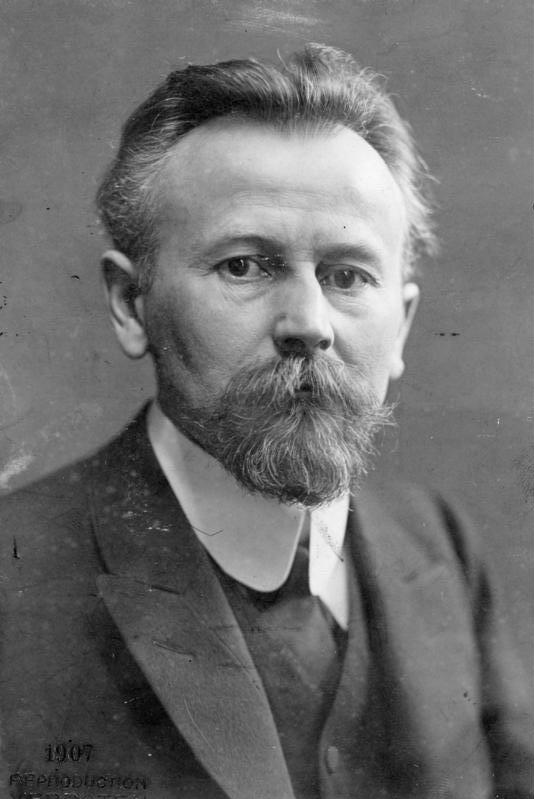
Eduard David († 1930)

- 1930: Eduard David, deutscher Politiker, MdL, MdR, Präsident der Weimarer Nationalversammlung
- 1930: Oskar Nedbal, böhmischer Komponist und Dirigent
- 1932: Eyvind Alnæs, norwegischer Komponist
- 1932: Chaim Eitingon, Leipziger Rauchwarenhändler und Stifter
- 1932: Bruno Rothschild, deutscher Priester
- 1933: Aribert von Anhalt, Regent des Herzogtums Anhalt
- 1933: Frédéric de Janzé, französischer Adliger, Großwildjäger, Autorennfahrer und Autor
- 1934: George W. P. Hunt, US-amerikanischer Politiker, Gouverneur von Arizona
- 1935: Alban Berg, österreichischer Komponist
- 1938: Carl Miele, deutscher Konstrukteur und Industrieller
- 1938: Bruno Taut, deutscher Architekt und Stadtplaner
- 1941: Siegfried Alkan, deutscher Komponist
- 1942ː Else Alken, Frankfurter Politikerin (Zentrum), die im Holocaust ermordet wurde
- 1942: Friedrich Klose, deutscher Komponist
- 1942: François Darlan, französischer Admiral und Politiker, Minister, Regierungschef von Vichy-Frankreich
- 1944: Justin Luquot, französischer Politiker und Résistant
- 1945: Franz Amann, liechtensteinischer Politiker
- 1945: Max Amann, deutscher Schwimmer und Wasserballspieler
- 1945: Ernst Brandis, deutscher Jurist, Reichsgerichtsrat
- 1945: Theodor Edler von Lerch, österreichischer Offizier und Skipionier
- 1946: Josef Schregel, deutscher Heimatdichter
- 1949: Karl von Roques, deutscher Offizier und Militärfunktionär, Präsident des Reichsluftschutzbundes, Kriegsverbrecher
- 1949: Wilhelm Schüffner, niederländischer Mikrobiologe und Immunologe
- 1950: Adolf Attenhofer, schweizerischer Schriftsteller und Indologe

#### 1951–1975
- 1953: Carl Cremer, deutscher Rechtsanwalt und Politiker, MdL, MdR
- 1955: Hugo Chaim Adler, belgischer Komponist, Kantor und Chorleiter
- 1955: Carl Ramsauer, deutscher Physiker

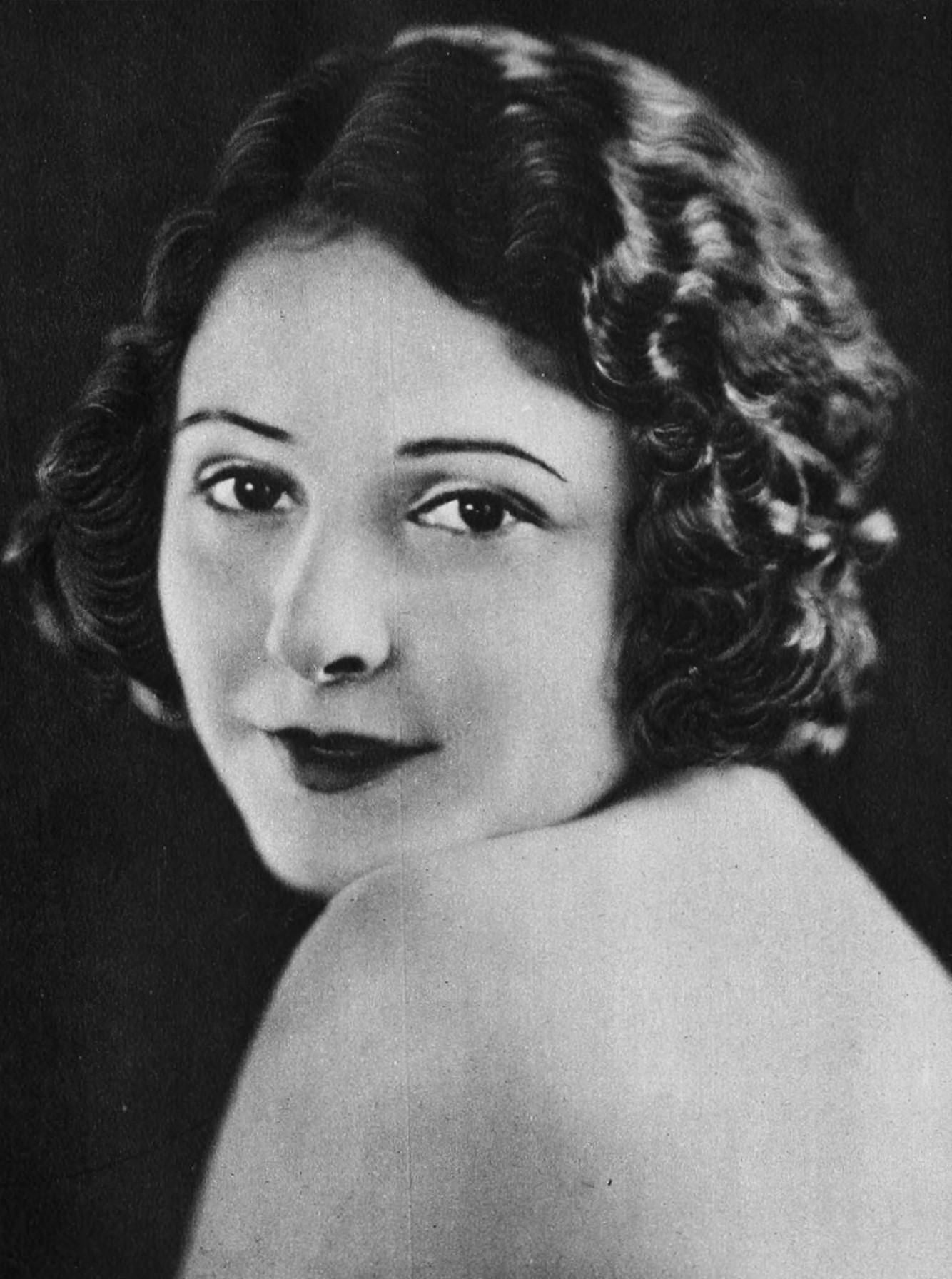
Norma Talmadge († 1957)

- 1956: Arthur Stellbrink, deutscher Radrennfahrer
- 1956: Paul Stricker, deutscher Pädagoge und Mykologe
- 1957: Maurice Schilles, französischer Radrennfahrer, Olympiasieger
- 1957: Norma Talmadge, US-amerikanische Schauspielerin
- 1958: Henry Heinemann, deutsch-niederländischer Tropenmediziner
- 1959: Edmund Goulding, US-amerikanischer Filmregisseur
- 1962: Wilhelm Ackermann, deutscher Mathematiker
- 1965: Louise Doris Adams, britische Mathematikerin
- 1966: Gaspar Cassadó, spanischer Cellist
- 1967: Emmy Beckmann, deutsche Pädagogin
- 1967ː Helene Glaue, deutsche Pädagogin und Politikerin (DDP), MdL
- 1968: Fritz Riebold, deutscher Schriftsteller, Pfadfinderführer und Pfarrer
- 1969: Mary Barratt Due, norwegische Pianistin und Musikpädagogin

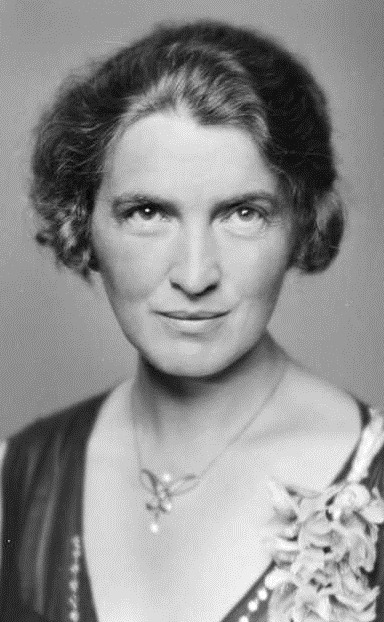
Mary Barratt Due († 1969)

- 1971: Maria Koepcke, deutsch-peruanische Ornithologin
- 1972: César Geoffray, französischer Komponist und Chorleiter
- 1973: Gerard Peter Kuiper, US-amerikanischer Astronom
- 1973: Sergei Stepanowitsch Tschachotin, russischer Mikrobiologe und gesellschaftlicher Visionär
- 1974: Theophil Spoerri, Schweizer Romanist
- 1975: Bernard Herrmann, US-amerikanischer Komponist
- 1975: Fritz Meyer-Scharffenberg, deutscher Schriftsteller
- 1975: Jean Welz, österreichischer Maler und Architekt
- 1975: Erhard Wetzel, deutscher Jurist und NS-Rassenideologe
- 1975: Franz Wittmann, deutscher Landwirt und Politiker, MdB

#### 1976–2000
- 1976: Otto Seeger, deutscher Politiker, Gewerkschafter und Widerstandskämpfer
- 1977: Samael Aun Weor, kolumbianischer Okkultist
- 1977: Peruchín, kubanischer Pianist, Komponist und Arrangeur
- 1977: Walter Flemming, deutscher Metallgestalter, Goldschmied, Bildhauer und Restaurator
- 1977: Edmund Veesenmayer, deutscher Staatsrechtler, Parteifunktionär und Diplomat, Kriegsverbrecher
- 1978: Edgar Arro, estnischer Komponist und Organist
- 1978: Wilhelm Knevels, deutscher Theologe und Hochschullehrer

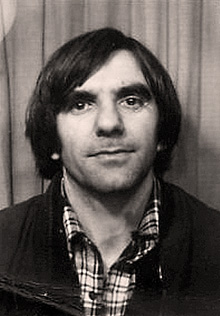
Rudi Dutschke († 1979)

- 1979: Rudi Dutschke, deutscher Soziologe und Studentenführer
- 1980: Karl Dönitz, deutscher Marineoffizier, Oberbefehlshaber der Kriegsmarine, Reichspräsident, Kriegsverbrecher
- 1980: Heikki Liimatainen, finnischer Leichtathlet, Olympiasieger
- 1981: Hans Krauß, deutscher Fußballspieler und -trainer
- 1982: Erich Koß, deutscher Stadtbaurat und Wirtschaftsfunktionär
- 1982: Louis Aragon, französischer Schriftsteller
- 1983: Isobel Baillie, britische Sopranistin
- 1983: Alfons Erb, deutscher Journalist, Gründer des Maximilian-Kolbe-Werkes
- 1984: Jupp Arents, deutscher Radrennfahrer
- 1984: Ian Hendry, britischer Schauspieler
- 1984: Harry Waxman, britischer Kameramann
- 1984: Peter Lawford, britischer Schauspieler
- 1985: Ramazan Avcı, türkisches Terroropfer
- 1985: Tommy Blake, US-amerikanischer Rockabilly- und Country-Musiker
- 1985: Giulio Lamberti, italienischer Ruderer
- 1986: Karla Runkehl, deutsche Schauspielerin
- 1987: Eugen Kogon, deutscher Publizist, Soziologe und Politikwissenschaftler
- 1987: Fritz Kukuk, deutscher Autor und Lyriker
- 1987: Joop den Uyl, niederländischer Politiker, Minister, Ministerpräsident
- 1987: Fritz Wiedemann, deutscher Maler und Bildhauer
- 1987: Roland Peter Litzenburger, deutscher Grafiker, Maler und Bildhauer
- 1989: Heinz Gietz, deutscher Komponist und Musikproduzent
- 1989: Karl Stommel, deutscher Lehrer und Historiker
- 1989: Karl Adolphs, deutscher Politiker und Funktionär
- 1990: Friedrich Luft, deutscher Theaterkritiker

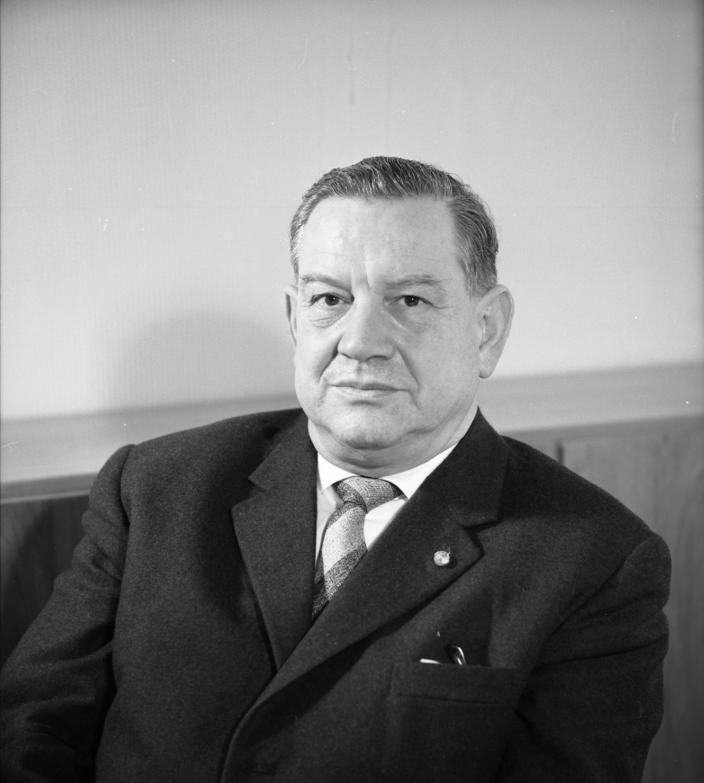
Alfons Goppel († 1991)

- 1991: Alfons Goppel, deutscher Politiker, MdL, Landesminister, Ministerpräsident von Bayern, MdEP
- 1992: Peyo, belgischer Comiczeichner, Schöpfer der Schlümpfe
- 1993: Pierre Auger, französischer Physiker
- 1993: Anita Dorris, deutsche Schauspielerin
- 1993: Jupp Jost, deutscher Maler, Grafiker und Bildhauer
- 1993: Wolfgang Röder, deutscher Sänger, Humorist und Entertainer
- 1993: Georges Straka, tschechisch-französischer Romanist und Phonetiker
- 1993: Norman Vincent Peale, US-amerikanischer Pfarrer und Autor
- 1993: Wilhelm Neudecker, deutscher Unternehmer und Fußballfunktionär, Präsident des FC Bayern München
- 1994: Elisabeth Neumann-Viertel, österreichische Schauspielerin
- 1994: John Boswell, US-amerikanischer Historiker
- 1994: Gordon Cleaver, britischer Jagdflieger
- 1994: John Osborne, britischer Dramatiker
- 1994: André Rasenberg, niederländischer Boxer
- 1994: Jochem Schindler, österreichischer Indogermanist
- 1994: Alexander Nikolajewitsch Uwarow, russisch-sowjetischer Eishockeyspieler und -trainer, Weltmeister, Olympiasieger
- 1995: Martin Achter, deutscher Priester und Prälat
- 1995: Margaret Harrison, britische Violinistin
- 1995: Hans Kössel, deutscher Molekularbiologe und Hochschullehrer
- 1996: Gottfried Forck, deutscher Theologe und evangelischer Bischof
- 1996: Nguyễn Hữu Thọ, vietnamesischer Politiker, Staatspräsident
- 1997: Toshirō Mifune, japanischer Schauspieler
- 1997: Horst Geipel, deutscher Politiker, MdL
- 1997: James Komack, US-amerikanischer Filmregisseur, Produzent, Schauspieler und Drehbuchautor
- 1998: Syl Apps, kanadischer Eishockeyspieler
- 1998: Peter Janssens, deutscher Musiker, Komponist und Musikverleger
- 1998: Peter Seum, deutscher Schauspieler

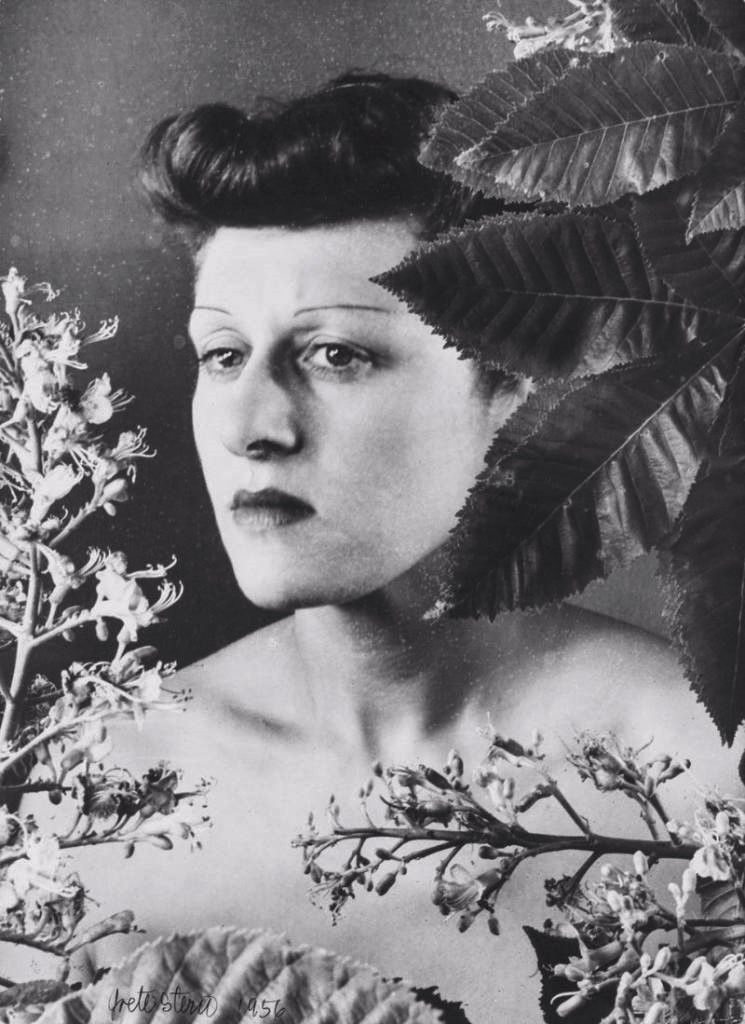
Grete Stern († 1999)

- 1998: Matt Gillies, schottischer Fußballspieler und -trainer
- 1999: Grete Stern, deutsche Fotografin und Designerin
- 1999: Maurice Couve de Murville, französischer Politiker, Minister, Premierminister
- 1999: João Baptista de Oliveira Figueiredo, brasilianischer Offizier und Politiker, Geheimdienstleiter, Staatspräsident
- 2000: Nick Massi, US-amerikanischer Sänger (The Four Seasons)
- 2000: John Cooper, britischer Automobil-Konstrukteur und Rennfahrer
- 2000: Lothar Krall, deutscher Offizier und Politiker, MdB

### 21. Jahrhundert
- 2001: Max Bignens, Schweizer Bühnen- und Kostümbildner
- 2001: Harvey Martin, US-amerikanischer American-Football-Spieler
- 2001: Friedrich Rau, deutscher Jurist und Politiker, MdB
- 2002: Mohammed Al-Fassi, saudi-arabisch-marokkanischer Geschäftsmann
- 2002: Anatol Feid, deutscher Geistlicher und Friedensaktivist
- 2002: Hermann Kochanek, deutscher Geistlicher und Hochschullehrer
- 2002: Dolores Viesèr, österreichische Schriftstellerin und Erzählerin
- 2003: Fritz Buchthal, deutsch-dänischer Neurophysiologe
- 2003: Didier Rimaud, französischer Dichter und Komponist
- 2003: Hans Schickelgruber, österreichischer Politiker, Bürgermeister von St. Pölten, Bundesrat
- 2003: Wolfgang Wilmanns, deutscher Mediziner und Hochschulprofessor
- 2004: Johnny Oates, US-amerikanischer Baseball-Spieler
- 2004: Helmut Palmer, deutscher Bürgerrechtler und Pomologe
- 2004: Lauri Silvennoinen, finnischer Skilangläufer, Olympiamedaillengewinner
- 2004: José R. Somoza, nicaraguanischer General
- 2004: Jan van Vlijmen, niederländischer Komponist
- 2005: Jack S. Annon, US-amerikanischer Psychologe
- 2005: Georg Johannesen, norwegischer Schriftsteller, Übersetzer, Maler und Politiker
- 2005: Constance Keene, US-amerikanische Pianistin und Musikpädagogin
- 2005: Harold Lawton, britischer Frankoromanist
- 2005: Michael Vale, US-amerikanischer Schauspieler
- 2006: Kenneth Sivertsen, norwegischer Gitarrist und Liedermacher, Jazzsänger, Komponist und Humorist
- 2006: Nerses Der Nersessian, armenischer Erzbischof
- 2007: Jan Daniec, polnischer Fußballspieler
- 2007: Reinhard Heß, deutscher Skispringer und Skisprungtrainer
- 2007: Michael B. Klein, US-amerikanischer Unternehmer
- 2007: Andreas Matzbacher, österreichischer Radprofi
- 2007: George Warrington, US-amerikanischer Eisenbahnmanager
- 2008: Samuel P. Huntington, US-amerikanischer Politologe und Autor
- 2008: Manfred Karnetzki, evangelischer Theologe, Publizist und Friedensaktivist
- 2008: Otto Lange, deutscher Maler und Musiker

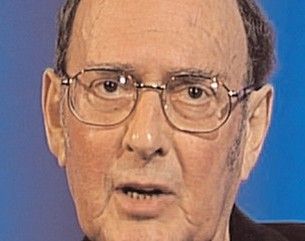
Harold Pinter († 2008)

- 2008: Harold Pinter, britischer Theaterautor und Regisseur, Nobelpreisträger
- 2009: Marcus Bakker, niederländischer Journalist und Politiker
- 2009: Giulio Bosetti, italienischer Schauspieler und Theaterregisseur
- 2009: Rafael Caldera, venezolanischer Politiker, Staatspräsident
- 2009: Denis Harbour, kanadischer Sänger
- 2009: Aiga Rasch, deutsche Illustratorin
- 2009: Günter Straßmeir, deutscher Politiker, MdB, Parlamentarischer Staatssekretär, MdA
- 2009: Gero von Wilpert, deutscher Autor und Literaturwissenschaftler
- 2010: Irmin Frank, österreichische Textilkünstlerin

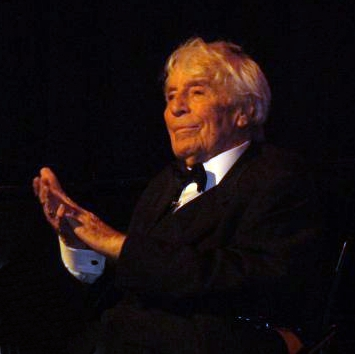
Johannes Heesters († 2011)

- 2010: Helmut Lenz, deutscher Jurist und Politiker, MdL
- 2010: Roy Neuberger, US-amerikanischer Finanzier und Mäzen moderner Kunst
- 2010: Ingeborg Renner, deutsche Politikerin, MdA
- 2010: Eino Tamberg, estnischer Komponist
- 2011: Johannes Heesters, niederländisch-österreichischer Sänger und Schauspieler
- 2011: Al Russell, US-amerikanischer Musiker und Songwriter
- 2012: Charles Durning, US-amerikanischer Schauspieler
- 2012: Jack Klugman, US-amerikanischer Schauspieler
- 2012: Richard Rodney Bennett, britischer Pianist und Komponist
- 2013: Helga M. Novak, deutsch-isländische Schriftstellerin
- 2014: Buddy DeFranco, US-amerikanischer Jazz-Klarinettist
- 2014: Herbert Harris, US-amerikanischer Politiker, Mitglied des Repräsentantenhauses
- 2014: Jewgeni Korolkow, sowjetischer Turner, Olympiasieger, Weltmeister
- 2014: Krzysztof Krauze, polnischer Filmregisseur und Drehbuchautor
- 2014: Paul Röhner, deutscher Politiker, MdB, Oberbürgermeister von Bamberg
- 2016: Richard Adams, britischer Schriftsteller
- 2016: Rick Parfitt, britischer Musiker
- 2020: Ivry Gitlis, israelisch-französischer Violinist

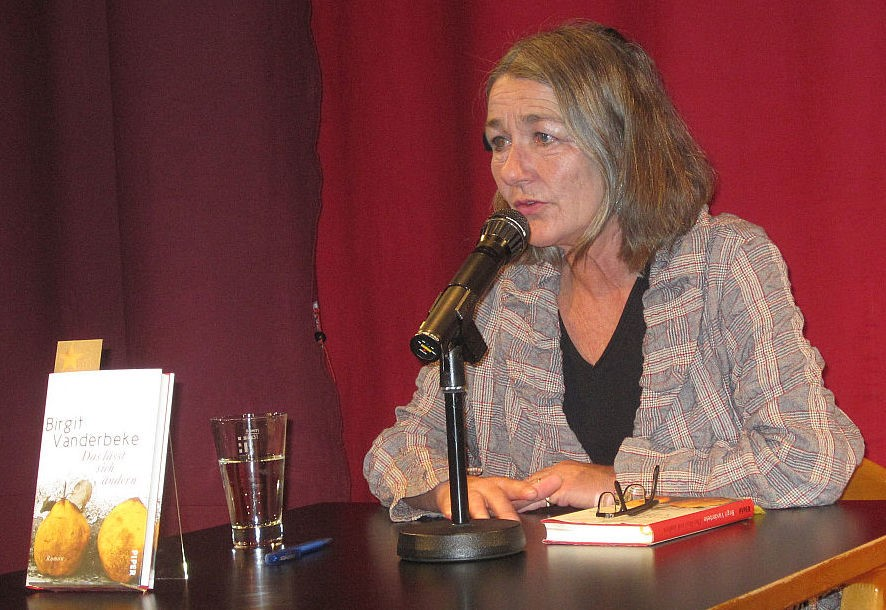
Birgit Vanderbeke 2011 († 2021)

- 2020: Adramé Ndiaye, senegalesischer Basketballspieler
- 2021: Birgit Vanderbeke, deutsche Schriftstellerin
- 2022: Vittorio Adorni, italienischer Radrennfahrer, Präsident der Profi-Radrennfahrer-Vereinigung
- 2022: Franco Frattini, italienischer Politiker, mehrfacher Minister, EU-Kommissar, Präsident des Staatsrates
- 2022: Anja Hegeler, deutsche Schachspielerin
- 2022: Franjo Jurjević, jugoslawischer Turner
- 2022: Andrzej Pstrokoński, polnischer Basketballspieler
- 2023ː Naomi Feil, US-amerikanische Gerontologin

## Feier- und Gedenktage
- Kirchliche Gedenktage
  - Heiligabend
  - Adam und Eva, Ureltern der Menschheit (evangelisch, römisch-katholisch)
  - Mathilda Wrede, finnische Wohltäterin (evangelisch)

- Namenstage
  - Adam, Adele, Eva, Manuel

Weitere Einträge enthält die Liste von Gedenk- und Aktionstagen.